# Episodi di Alias (quarta stagione)
La quarta stagione di Alias è stata trasmessa negli Stati Uniti dal 5 gennaio 2005 al 25 maggio 2005 sul network ABC.
| nº | Titolo originale                       | Titolo italiano                          | Prima TV USA     | Prima TV Italia |
| -- | -------------------------------------- | ---------------------------------------- | ---------------- | --------------- |
| 1  | Authorized Personnel Only (Part 1 e 2) | Solo personale autorizzato (Parte 1 e 2) | 5 gennaio 2005   | 16 giugno 2005  |
| 2  | Authorized Personnel Only (Part 1 e 2) | Solo personale autorizzato (Parte 1 e 2) | 5 gennaio 2005   | 16 giugno 2005  |
| 3  | The Awful Truth                        | La terribile verità                      | 12 gennaio 2005  | 23 giugno 2005  |
| 4  | Ice                                    | Ghiaccio                                 | 19 gennaio 2005  | 23 giugno 2005  |
| 5  | Welcome to Liberty Village             | Benvenuti al Liberty Village             | 26 gennaio 2005  | 30 giugno 2005  |
| 6  | Nocturne                               | Nocturne                                 | 9 febbraio 2005  | 30 giugno 2005  |
| 7  | Detente                                | Ribellione                               | 16 febbraio 2005 | 7 luglio 2005   |
| 8  | Echoes                                 | Echi                                     | 23 febbraio 2005 | 7 luglio 2005   |
| 9  | A Man of His Word                      | Un uomo di parola                        | 2 marzo 2005     | 14 luglio 2005  |
| 10 | The Index                              | L'indice                                 | 9 marzo 2005     | 14 luglio 2005  |
| 11 | The Road Home                          | La strada di casa                        | 16 marzo 2005    | 21 luglio 2005  |
| 12 | The Orphan                             | L'orfana                                 | 23 marzo 2005    | 21 luglio 2005  |
| 13 | Tuesday                                | Quarantena                               | 30 marzo 2005    | 26 luglio 2005  |
| 14 | Nightingale                            | Usignolo                                 | 6 aprile 2005    | 26 luglio 2005  |
| 15 | Pandora                                | Pandora                                  | 13 aprile 2005   | 2 agosto 2005   |
| 16 | Another Mister Sloane                  | Un altro signor Sloane                   | 20 aprile 2005   | 2 agosto 2005   |
| 17 | A Clean Conscience                     | Con la coscienza pulita                  | 27 aprile 2005   | 9 agosto 2005   |
| 18 | Mirage                                 | Miraggio                                 | 4 maggio 2005    | 9 agosto 2005   |
| 19 | In Dreams...                           | Sogni...                                 | 11 maggio 2005   | 16 agosto 2005  |
| 20 | The Descent                            | Discesa                                  | 18 maggio 2005   | 16 agosto 2005  |
| 21 | Search and Rescue                      | Salvataggio                              | 18 maggio 2005   | 23 agosto 2005  |
| 22 | Before the Flood                       | Prima del diluvio                        | 25 maggio 2005   | 23 agosto 2005  |

## Solo personale autorizzato (pt. 1)
- Titolo originale:Authorized Personnel Only (part. 1)
- Diretto da: Ken Olin
- Scritto da: J. J. Abrams & Jeff Melvoin
- Angela Bassett è Hayden Chase
- Rick Yune è Kazu Tamazaki
- Rob Benedict è Brodien

### Trama
Siamo su un treno. Sydney, sfoderando un alias molto provocante, riesce a sottrarre qualcosa di misterioso da una valigetta di un chimico. Percorre poi i lunghi corridoi del treno raggiungendo il vano bagagli, ma viene inseguita da uno sconosciuto con il quale ingaggia una lotta furiosa e spericolata. Syd si ritrova appesa a una rete a penzolare fuori dalla carrozza, mentre il suo aggressore è intento a tagliare la poca trama della rete che ancora la regge. La scena si sposta a 72 ore prima, quando Sydney sta inseguendo il suo collega Brodien e, una volta raggiunto, decide di nascondersi insieme a lui in una discoteca. La missione non è riuscita, infatti un loro collega è morto, così, ora, anche Brodien rischia la vita. Sydney riesce a salvarlo dagli inseguitori, cambiando alias e truccandolo. Tornata a Los Angeles, il direttore della CIA Hayden Chase vorrebbe declassarla a lavoro d'ufficio, ma Sydney non accetta decidendo di lasciare l'agenzia. Nello stesso tempo Vaughn è a Washington e ha deciso di fare la stessa cosa, così lo comunica a Weiss. Poco tempo dopo, Syd si trova in metropolitana a Los Angeles, e, dopo essere scesa ad una fermata, raggiunge con discrezione una zona vietata ai pedoni. Poi entra in una porta su cui è scritta la classica frase "Authorized Personnel Only". All'interno si cela una sezione occulta della CIA, a cui la Chase le ha chiesto di partecipare, per poi fingere il suo allontanamento dall'agenzia. Syd ha accettato sia per affrontare qualcosa di nuovo che per allontanarsi dalle sue vecchie conoscenze. La Chase poi la accompagna in un ufficio e Sydney si trova davanti Vaughn, Dixon, suo padre e Arvin Sloane; dovrà lavorare con loro! Sydney è sconvolta ed irritata, ma la Chase le spiega di aver accettato la collaborazione con Sloane e di averlo messo a capo della task force per i suoi contatti e perché la presenza delle persone che più l'hanno osteggiato rappresenta un suo controllo implicito: se Sloane dovesse fare una mossa sbagliata, Syd e Dixon, Vaughn e Jack saranno lì a fermarlo. Durante il briefing per la prima missione della nuova squadra, Sloane afferma che Sydney e Vaughn dovranno salire su un treno per recuperare un isotopo instabile, ora dalle mani del chimico Yuri Kamarov, il quale ha intenzione di venderlo ad un ignoto compratore. Mentre Syd recupererà l'isotopo, Vaughn identificherà il compratore. Poi Sloane spiega a Sydney che la loro sezione occulta della CIA si chiama APO, cioè le iniziali della frase "Authorized Personnel Only" che è scritta nella porta all'entrata della sede. Syd è ancora irritata dalla situazione nella quale ha scoperto di trovarsi ma è felice di fare di nuovo squadra con Dixon, tornato agente operativo. Prima della partenza, Vaughn le fa visita a casa sua e le fa capire che vorrebbe ricominciare da dove l'aveva lasciata tre anni prima, ma lei ha paura e non vuole affrettare le cose, così non lo lascia entrare in casa. Tornati all'inizio dell'episodio, vediamo cosa succede a Vaughn nella carrozza ristorante: il compratore è un asiatico di nome Kazu Tamazaki, al soldo di un certo signor Vadik. I due si scambiano il finto isotopo per un sacchettino di diamanti, ma Tamazaki sembra poco convinto e dice a Vaughn che la sua faccia gli è familiare. Lo fa scortare quindi dalla sua guardia del corpo che lo accompagna in una stanza dove i due iniziano a lottare, proprio mentre Sydney inizia a sua volta a lottare con l'uomo nel vano bagagli, in realtà alle dipendenze di Tamazaki. Vaughn ha la meglio sull'enorme gorilla, stendendolo con una teiera, poi corre nella carrozza bagagli e salva Sydney, facendo cadere l'uomo di Tamazaki dal treno. I due si abbracciano e una volta tornati a Los Angeles fanno l'amore. Tuttavia quando Vaughn le chiede come mai non parla con Jack, Sydney non è pronta a spiegarglielo. Tornati all'APO, Sloane incarica Syd di andare a trovare Nadia in Argentina per avere informazioni su Vadik, dato che durante una sua missione in passato ha avuto a che fare con lui. Jack chiede a Vaughn di fare da tramite con Sydney, ma lui si rifiuta e gli confida che teme di sapere cosa sia successo, ma che per il bene di Sydney spera di sbagliarsi.

## Solo personale autorizzato (pt. 2)
- Titolo originale: Authorized Personnel Only (part. 2)
- Diretto da: Ken Olin
- Scritto da: J. J. Abrams & Jeff Melvoin
- Rick Yune è Kazu Tamazaki

### Trama
Sydney si reca in Argentina per trovare sua sorella, che, pur essendo felice di vederla, non ne vuole sapere di tornare a Los Angeles. Sydney le fornisce comunque informazioni sia su Vadik che sul suo braccio destro, Kazu Tamazaki. Tornata a casa, mentre sta cenando con Vaughn, inaspettatamente giunge suo padre. I due discutono, e, quando arriva Michael, Sydney riesce finalmente a confessargli cosa è successo: nella cassetta di sicurezza di Wittenberg ha trovato delle richieste ufficiali di Jack in cui otteneva il permesso di uccidere Irina Derevko. Sydney è sconvolta perché sembra che Jack abbia ucciso sua madre. Nel frattempo Sloane spiega alla squadra che Tamazaki, anni prima, aveva tentato di rubare la spada Shintaro dal museo Hasunaga di Londra. L'idea è quella di rubare la spada per metterla poi in vendita sul mercato nero e far uscire allo scoperto Tamazaki, presupponendo che sia estremamente interessato al suo acquisto. Vista la difficoltà di entrare nel museo violando gli allarmi, Sloane fa arruolare anche Marshall nell’APO e quest’ultimo è felicissimo nel ritrovare i suoi vecchi colleghi di lavoro. Pianificata la missione, il gruppo fa da supporto a Sydney mentre entra nel museo e sottrae la spada; ma qualcosa va storto, per cui messa alle strette riesce a scappare e a salvarsi solo grazie all'intervento di Jack, che la recupera usando un'auto della polizia. Una volta sottratta la spada, Dixon organizza un incontro con un collezionista facendo in modo che Tamazaki venga a conoscenza che la spada è in vendita. Intanto Jack e Marshall incontrano il braccio destro di Tamazaki, catturato da Vaughn. Vi sono alcune cose su Vadik e Tamazaki che non quadrano, per cui invitano l'uomo a collaborare in cambio di protezione. Così lui rivela che non esiste un Vadik, si tratta di una copertura: Vadik e Tamazaki in realtà sono la stessa persona. Tamazaki propone un incontro a Rio de Janeiro per l'acquisto della spada, ma esige che sia la donna che l'ha rubata a portarla. Sydney e Jack vanno all'appuntamento e Tamazaki riesce a rapirla. Vaughn, preoccupato, chiama l'unica persona che possa aiutare Sydney, ovvero Nadia. La donna sembra titubante, ma quando capisce che la sorella è in pericolo interviene per salvarla. Intanto Tamazaki chiede a Sydney se stia facendo tutto questo per il "contratto", ma lei non sa di cosa stia parlando. Poi inizia a torturarla mettendole una maschera che le ricopre il viso riempiendolo di acqua. Nel frattempo Nadia porta gli altri nel rifugio di Tamazaki e, affascinante come non mai, riesce a ingannare la guardia di Tamazaki e a rubargli una scheda magnetica di accesso. Tamazaki spiega a Sydney che l'avevano assoldato per ucciderla, ma il committente è morto il giorno prima che lui completasse il lavoro. Sydney ripete più volte che non ne sapeva niente: Tamazaki le crede, ma decide comunque di ucciderla. Nadia riesce a liberare la sorella appena prima che muoia soffocata dall'acqua, poi Tamazaki la stordisce. Sydney lo insegue, i due iniziano a lottare in una cella frigorifera. Sydney usa delle lame per difendersi dalla Shintaro e, durante la colluttazione, Tamazaki rimane ucciso dalla sua stessa spada. Poco prima di morire, però, le confessa che era stata Irina Derevko ad assoldarlo per ucciderla. Tornati a Los Angeles, Sloane comunica che Nadia entra a far parte dell’APO. Sydney parla con Jack e gli chiede se abbia ucciso sua madre per proteggerla; lui non sa come mai Irina la volesse morta, ma Sydney è comunque sconvolta. Vedendola distrutta e in lacrime, Vaughn, come sempre, la consola abbracciandola. Weiss va a trovare Sydney, ancora ignaro della sua appartenenza all'APO, poi i due sono raggiunti da Nadia e Sydney manda via Eric, visibilmente affascinato dalla sorella. Nadia confida a Sydney che vorrebbe parlare un po' di Irina, così lei la porta a Mosca sulla tomba di Irina stessa. Nadia chiede chi possa essere l'assassino e Sydney, mentendo, sostiene di non saperlo, ma Nadia giura che lo troverà e lo ucciderà.

## La terribile verità
- Titolo originale: The Awful Truth
- Diretto da: Lawrence Trilling
- Scritto da: Jesse Alexander

### Trama
La prossima missione è alle isole Bahamas. Sydney e Marshall entrano in una banca con il pretesto dell'apertura di un conto segreto. Nel frattempo, Vaughn e Dixon, complici della coppia, per creare un diversivo iniziano a litigare. Così, appena il direttore esce dall'ufficio dove sta prendendo accordi con Sydney e Marshall, loro forzano una cassaforte per accedere ai dati del conto di Martin Bishop. Tornati a Los Angeles, Sydney dà una festa nel suo appartamento per il compleanno di Weiss. Ad un certo punto arriva Jack che comunica a Sydney che la missione alle Bahamas è andata bene e che sono riusciti ad ottenere le informazioni che cercavano su Martin Bishop, l’intestatario del conto. Jack vuole sapere se Sydney ha rivelato a Nadia di essere lui l'assassino di Irina, ma Sydney gli risponde che non lo ha ancora fatto, anche se è solamente questione di tempo. Durante il briefing all'APO, Sloane comunica al gruppo che un super computer, chiamato Valta, dotato di intelligenza artificiale che rivoluzionerà l'acquisizione di informazioni da reti satellitari, è stato rubato 10 giorni prima dai quartieri generali dell'NSA da Martin Bishop, il quale lo sta vendendo alla Baden-Liga, un gruppo terroristico tedesco. La squadra dovrà dunque recuperare o distruggere il computer, affinché non cada nelle mani dei terroristi. Bisogna prima scoprire dove si trova e l'APO, suppone che la risposta sia racchiusa all'interno di un potente server situato nella villa di Bishop in Andalusia, e, dato che al server non si può accedere dall'esterno, ha inizio la missione. In Spagna scatta la trappola per ingannare Bishop: Sydney viene usata come esca ed interpreta Charlene, una misteriosa donna che Bishop salva da un'auto in fiamme ribaltata sulla strada. Bishop porta Sydney nella sua villa e scopre che la donna è in fuga da un uomo violento. Nel frattempo Jack sottopone Nadia ad un test psicologico, riferendo poi a Sloane che ne sa abbastanza per occuparsi del problema. Mentre Vaughn sorveglia la situazione dall'esterno, con Bishop fuori dalla villa, Sydney riesce a trovare il server al piano inferiore. Sydney scopre così che il Valta si trova nel container C0717, attualmente situato a Malaga, nelle Alameda Yards. Bishop torna improvvisamente nella villa e inizia ad avere dei sospetti su Sidney, in quanto la sorprende al di fuori della villa. Nel frattempo, messo al corrente, Sloane fa inviare una squadra CIA con Weiss a Malaga per recuperare il Valta, informando Jack che Sydney è nei guai. A Malaga la squadra della CIA distrugge il Valta, ma la missione non finisce bene in quanto Weiss viene catturato. Bishop viene informato immediatamente del raid CIA e scopre che qualcuno ha recuperato i dati del suo server dall'interno della villa. Sydney comprende che la sua copertura è saltata per cui cerca di avvertire gli altri; Vaughn e Dixon irrompono nella villa ma non vi trovano più nessuno. Fortunatamente Marshall riesce comunque a rintracciare la posizione di Bishop tramite il segnale del suo cellulare. Jack riferisce a Nadia che non le attribuisce alcuna colpa dell'infedeltà di Irina, passandole dei documenti riservati, prima di arrivare in Spagna, dove si ritrovano con Vaughn. Bishop tiene prigionieri sia Sydney che Weiss e li vuole offrire alla Baden-Liga al posto del computer distrutto dalla CIA. Sydney riesce a liberarsi grazie ad uno speciale orologio inventato da Marshall e Weiss capisce che Sydney non lavora in banca, ma fa sempre parte del mondo dello spionaggio, come ha sempre sospettato. Mentre Vaughn si incontra con Weiss, Sydney rintraccia Bishop e salta sulla sua auto, sparandogli attraverso il tetto. Bishop frena, in modo da far cadere Sydney, e mentre la ragazza è a terra e Bishop sta per spararle, arriva Nadia che lo uccide sparandogli diversi colpi di pistola. Nadia dice a Sydney che Bishop è l'assassino della loro madre Irina. Evidentemente Jack nei documenti che le ha fornito durante il viaggio, le ha fatto credere di non essere lui l'assassino. Dopo questa missione anche Weiss entra a far parte dell'APO e così scopre che tutti i suoi amici adesso lavorano lì. Jack ammette a Sydney di aver modificato i documenti per far credere a Nadia che era Bishop l'assassino di Irina, affermando che una bugia soddisfacente a volte può fare più bene della terribile verità.

## Ghiaccio
- Titolo originale: Ice
- Diretto da: Jeffrey Bell
- Scritto da: Jeffrey Bell
- Kelly MacDonald è Kiera MacLaine/Meghan Keene
- Richard Speight Jr. è Derek Modell

### Trama
Siamo in missione in un bazar in Algeria e Sydney sta aspettando un suo contatto di nome Derek Modell per ricevere una strana arma, il "Ghiaccio 5". Vaughn, Weiss e Dixon sono di supporto ed il primo è provato perché gli pare di scorgere Lauten fra la folla. Sydney viene raggiunta dal suo contatto ma nota degli uomini che li sorvegliano; cerca di fuggire con il suo contatto ma lui non si sente bene e inizia letteralmente a "sgretolarsi", finché non esplode in mille pezzi di cristalli di ghiaccio quando un colpo di pistola lo raggiunge. Nella sede dell'APO gli agenti sono sconvolti da quello che hanno visto, ma Vaughn sembra essere più stanco degli altri. Marshall spiega che questo "Ghiaccio 5" ha praticamente cristallizzato la vittima, in quanto ne aveva ingoiato un campione. Modell lavorava in un ospedale del Montenegro agli ordini di Fenton Keene e aveva contattato la CIA per vendergliene un campione. Syd, Vaughn e Dixon dovranno raggiungere l'ospedale e trovare un altro campione dell'arma biologica. Nadia è alle prese con una foto di una giovane Irina che tiene in braccio un bambino, ma, dato che Sydney non sa chi sia, lo chiede a Jack ma lui le risponde in malo modo e non l'aiuta. Vaughn parla con Jack delle sue allucinazioni su Lauren, lui gli spiega che anche a lui succedeva con Irina. Nadia chiede anche a Sloane chi possa essere quel neonato, ma lui non sa dirle chi sia. Syd si fa assumere come volontaria in Montenegro e lavora con un'infermiera di nome Kiera MacLaine. Quando arriva in ospedale un uomo che ha i sintomi di un'infezione causata dal "Ghiaccio 5", Kiera l'allontana ed entra in un'area dell'ospedale riservata solo a chi ha una tessera d'accesso. Mentre Weiss e Nadia cercano di capire chi possano essere dei potenziali compratori di un simile prodotto, Vaughn si traveste da prete e fa da spalla a Sydney, cercando di conquistare la fiducia di Kiera. Sydney riesce a rubarle la tessera e ne fa fare una copia a Dixon, poi entra nell'area top secret. Si tratta di un laboratorio ricco di campioni di "Ghiaccio 5", testati anche su cavie umane. Inoltre la strana arma è stata anche nebulizzata, in modo da poter agire per via aerea. Intanto Kiera cura Vaughn, che si è fatto prendere a pugni da Dixon per procurarsi un taglio alla fronte. Lui cerca di usare la morale per farla parlare, ma subentra Fenton Keene, che si rivela essere il fratello di Kiera, della quale la donna sembra succube. All'APO. scoprono che anche lei militava nell'IRA con il fratello e hanno compiuto diversi attentati. Vaughn, però, sente di poter fare leva sul suo senso di colpa per convincere la donna a consegnare il fratello alla giustizia. Kiera raggiunge Vaughn alla taverna in cui le ha detto di andare ogni giovedì a "confessare" i fedeli. Grazie al suo travestimento, la donna sembra fidarsi di lui e così anche Vaughn si sfoga e le racconta la sua storia con Lauren, spiegando di averla uccisa per vendicarsi di ciò che gli aveva fatto. Poi però le confessa anche che non riesce a perdonarsi riguardo a ciò che ha fatto. Intanto, Sydney ascolta questo dialogo in cuffia e ne rimane colpita. Kiera spiega a Vaughn che non ha il coraggio di andarsene e lasciare il fratello, ma lui la convince che può aiutarla a scappare. I due tornano al laboratorio, dove Michael svela a Kiera di non essere un prete, ma sono raggiunti da Fenton, che intrappola Vaughn e lo lega a un lettino. Minacciando di ucciderlo iniettandogli del "Ghiaccio 5", gli dice anche che la sorella ha un passato pieno di crimini e non è un angelo, ma Vaughn continua a cercare di farla rinsavire. Sydney interviene e inizia a lottare con Fenton, cercando anche di liberare Vaughn dai lacci che lo legano. Durante la colluttazione, Fenton prende di nuovo in mano la siringa e la inietta alla persona alle sue spalle credendo che sia Vaughn. In realtà si tratta di Kiera, che inizia a congelare non appena la siringa la perfora. Morendo fra le braccia di Michael, la donna gli fa capire che lo perdona per ciò che ha fatto. Jack spiega a Nadia che Irina gli aveva spiegato che la bambina nella foto era sua nipote. Dopo aver visto quell'immagine, Jack le aveva chiesto di sposarlo, sperando che un giorno stringesse anche i loro figli allo stesso modo come in effetti fece poi con la piccola Sydney. Nonostante non l'abbia mai vista all'opera con Nadia, è sicuro che lo facesse anche con lei. Sul volo di ritorno dal Montenegro, Michael si sta finalmente assopendo e Sydney gli comunica che ha sentito il suo discorso con Kiera, ma non ne è dispiaciuta e può sempre parlare con lei, anche quando si tratta di Lauren. Vaughn, finalmente in pace con i suoi rimorsi, si addormenta.

## Benvenuti al Liberty Village
- Titolo originale: Welcome to Liberty Villiage
- Diretto da: Kevin Hooks
- Scritto da: Drew Goddard

### Trama
Un russo ruba uno strano dispositivo contenuto in una valigetta, per poi tornare a casa, dove trova ad aspettarlo una donna che lo saluta in inglese. La scena si sposta a Los Angeles, dove Sydney e Nadia hanno organizzato una cena a casa loro in compagnia di Vaughn e Weiss. Quando la coppia più giovane propone di andare a giocare a bowling, Sydney e Vaughn si rifiutano perché il giorno dopo devono lavorare. Weiss fa notare loro che dovrebbero divertirsi di più, poi esce con Nadia. Proprio mentre Sydney e Michael si interrogano su ciò che ha detto loro Eric, ricevono una chiamata dall'APO: il dispositivo rubato è un EMP, un'arma a impulsi elettromagnetici capace di annientare ogni strumento che funzioni a energia elettrica nel raggio di molte miglia. Il ladro è Yuri Korelko, un uomo legato ad una organizzazione chiamata Contingente d'Ottobre; Sydney e Vaughn dovranno impersonare una coppia, i Tabakov, nota per avere legami con questa associazione. Per infiltrarsi nel Contingente e conquistare la fiducia di Korelko, Sydney e Vaughn non avranno contatti o strumenti, se non un orologio che potrà mandare solo brevi trasmissioni. Arrivati a Mosca, Sydney e Vaughn incontrano Korelko che crea loro delle nuove identità americane: saranno Karen e David Parker, una coppia di neo sposini. Poi li scorta in uno strano villaggio, chiamato "Liberty Village", attrezzato per assomigliare a un classico quartiere periferico di una cittadina americana. I due incontrano una serie di coppie, i loro "vicini", e Sydney fotografa tutti con l'orologio, permettendo ai colleghi rimasti a Los Angeles di riconoscere vari terroristi internazionali che stanno impersonando delle coppie di sposi americani. Korelko chiede ai due agenti di chiamarlo "Tom" e presenta loro la moglie "Diane". Nei giorni seguenti saranno messi alla prova per vedere quanto valgono: Tom dona loro una nuova pistola russa che dovranno saper montare in venti secondi e poi consiglia alla coppia di sciogliersi un po' perché li trova troppo freddi. Sydney e Vaughn si chiudono in bagno e aprono ogni fonte d'acqua per mascherare le frequenze, poi discutono sul da farsi: Sydney è nervosa perché persino un terrorista russo li considera freddi; Vaughn le suggerisce di andare in perlustrazione mentre lui imparerà a montare l'arma. Mentre finge di fare jogging nel villaggio, Sydney incontra Tom e gli chiede come mai ci sia tanta sorveglianza, lui le spiega che è una precauzione e che a un minimo accenno di disordine dei cecchini entrano in azione e sparano a vista. Tom capisce che Sydney ha avuto iniziativa e Diane tiene monitorati i movimenti dei due agenti anche mentre sono in casa, notando che sono controllati e attenti a ciò che dicono. Sloane incarica Jack di contattare un suo vecchio informatore russo, Alexi Vasilevich, al quale chiede se il Liberty Village sia ancora sotto il controllo del governo, ma lui nega. In cambio di un eventuale aiuto per tirare fuori Syd e Vaughn dal villaggio, Vasilevich chiede dei libri appartenuti a Irina anni prima. La mattina dopo Tom va a prendere Syd e Vaughn per portarli alla loro prima prova sul campo; per avvalorare le apparenze dona loro due fedi finte. Il primo test è in un finto concessionario d'auto, dove loro due dovranno comprare una Spider. Il venditore è un agente addestrato e i tre recitano la loro parte alla perfezione. Quando il venditore chiede a Vaughn come abbia chiesto a Sydney di sposarlo, lui spiega che l'ha portata a Santa Barbara allo zoo, dove ha potuto farle la fatidica domanda di fronte alla sua adorata giraffa dal collo storto. Vaughn racconta l'aneddoto in modo talmente naturale che Syd si commuove. Il venditore spiega che c'è un problema con l'acquisto dell'auto, perché anche una delle altre coppie deve affrontare la stessa prova e portarsi via la macchina, quindi dovranno affrontarsi con loro. Vaughn monta velocemente l'arma, poi affronta l'uomo, mentre Syd lotta con la donna. I due, come sempre, hanno la meglio e scappano con la Spider. Intanto Jack recupera i libri che comprava per Irina anni prima e li fa analizzare da Marshall per capire cosa vi vogliano cercare i russi, dato che i codici con cui Irina veniva informata sulle sue vittime della CIA sono stati decifrati ormai da tempo. Marshall trova un messaggio nascosto in un puntino di inchiostro che in realtà non era stato scritto da Jack, bensì dai russi: all'interno recupera uno strano codice usato da Irina che lo fa risalire alla parola "Sentinel", un agente morto da anni. Visto che i libri non gli servono più, li riporta ad Alexi, che gli chiede che fine abbia fatto Irina; Jack, come sempre, glissa sull'argomento e il contatto lo informa che un aereo è pronto a recuperare Syd e Vaughn. I due, intanto, sono nuovamente nel bagno della casa e notano che nella lotta l'orologio si è rotto, così non avranno più modo di comunicare con l'APO; Syd è ancora colpita da ciò che Vaughn le aveva detto poche ore prima, capisce che l'uomo aveva programmato quel weekend a Santa Barbara anni prima, ma non erano riusciti ad andarci. Vaughn, allora, le risponde che "Karen e Dave" ce l'hanno fatta anche per loro. Tom entra in casa e spiega ai due agenti che partiranno per l'America, dove si insedieranno in diverse città per distruggere i server di alcune banche, ottenendo una realizzazione dell'ideale comunista della divisione delle ricchezze. Nel frattempo, all'APO, Marshall riceve un messaggio in cui è affermato che i veri Tabakov sono stati trasferiti in un carcere di massima sicurezza, ma questa informazione viene girata un po' in tutto il mondo senza seguire particolare protocolli di sicurezza, quindi ormai lo sapranno anche gli uomini del Contingente d'Ottobre. Prova a mandare il segnale di abbandono, ma ovviamente l'orologio non lo riceve. Diane ha saputo la notizia e chiama Tom, dicendogli di uccidere uno a scelta fra Syd e Vaughn e tenere l'altro per interrogarlo. Syd, però, capisce subito che la copertura è saltata e ingaggia una lotta con Tom, proprio mentre Vaughn ha la meglio su uno degli altri vicini. I due rubano l'EMP ed escono dalla casa, dove vengono fermati da un elicottero che li tiene sotto tiro. Vaughn suggerisce a Syd di attivare l'EMP, che causa subito un arresto dei circuiti dell'elicottero, che va in avaria e cade proprio sulla casa, facendola saltare in aria. Sull'aereo militare che li riporta a casa, Sloane li ringrazia in video chiamata per l'ottimo lavoro e spiega che l'autorità russa è soddisfatta per lo smantellamento del Contingente d'Ottobre. Poi Jack, chiusa la conversazione, spiega a Sloane che i russi stanno cercando Irina e quindi devono muoversi rapidamente. Syd e Vaughn concludono che per un po' è stato bello impersonare qualcun altro, ma Syd è felice che siano come sono, anche se sono "un po' freddi". Quando Vaughn le propone di sequestrare l'aereo e cenare con lui a Parigi, lei accetta immediatamente e poi si baciano.

## Nocturne
- Titolo originale: Nocturne
- Diretto da: Lawrence Trilling
- Scritto da: Jeff Pinkner

### Trama
Siamo ad Amsterdam in un'aula scolastica, dove una insegnante di inglese per ragazzi stranieri fugge improvvisamente: crede di essere seguita da qualcuno che la minaccia con la pistola. Presa dal panico prende la sua pistola, la punta alla bocca e si spara. A Los Angeles Sydney e Vaughn stanno giocando ad hockey quando entrambi i cellulari squillano: si tratta di una convocazione dell’APO. Durante il briefing, Sloane li mette al corrente che l’insegnante di inglese che si è tolta la vita si chiamava Nancy Cahill ed era un'agente della narcotici sotto copertura. La donna prima di uccidersi ha pronunciato in olandese ad una sua alunna la frase "Vertel hen het is Grappig", ovvero "Dì loro che è buffo". Sloane riferisce che anche Jason, il marito della donna, è un agente ed è scomparso. Quindi la missione per Sydney e Jack consiste nel recarsi a casa loro ad Amsterdam per recuperare il maggior numero di informazioni possibili. Nell'appartamento, Jack trova un computer portatile, mentre Sydney scopre un passaggio segreto che porta ad una stanza, tappezzata di strani disegni. All'improvviso Sydney viene attaccata alle spalle e morsa al collo proprio da Jason, poi arriva Jack e spara all'uomo uccidendolo. Al rientro, Sydney viene immediatamente sottoposta ad alcuni test per capire cosa sia successo; il dottor Maneesha Jain gli riferisce che i coniugi Cahill, durante il loro lavoro, sono entrati a contatto con una droga che ha causato loro delle allucinazioni sfociate in atti di estrema violenza. Dagli esami di Sydney sembra che tutto vada bene e riprende il servizio. Sloane riferisce al gruppo che Langley vuole che venga trovata sia la droga e sia chi l'ha realizzata. Marshall si mette al lavoro sul traffico telefonico dei coniugi iniziando a ricostruire i file cancellati dal portatile recuperato ad Amsterdam. Sydney, tornata a casa, accusa strani sintomi e durante la notte inizia ad avere strane allucinazioni. Si misura la temperatura e il termometro indica 114°. Nadia rientra con Weiss, trova la sorella in piedi: gli chiede come sta, Sydney conferma che è tutto a posto. Il giorno dopo Sydney parla con Nadia dei suoi strani problemi di salute, ma le dice anche che non è nulla e, per non essere esclusa dalla missione, le chiede di non dirlo a nessuno. Dai file di Jason recuperati da Marshall sembra che l'uomo dovesse incontrarsi a Bucarest con un uomo chiamato "Il Conte", uno spacciatore di droga. Sloane, nonostante alcune perplessità espresse da Dixon, manda Sydney a incontrare lo spacciatore fingendosi un'associata di Cahil. Dixon ribadisce a Sloane che è stato un errore mandare Sydney nelle sue condizioni, ma Sloane è irremovibile. Marshall chiama Jack e lo informa che il periodo di incubazione della droga è di alcuni giorni, come un virus; nel frattempo la droga altera permanentemente il cervello. Sydney intanto continua ad avere delle allucinazioni. Jack si accorge degli effetti che la droga sta avendo su Sydney, per cui consiglia vivamente a Vaughn di sorvegliarla. Sydney entra con Jack e Vaughn nel locale di Bucarest per cercare "Il Conte". La squadra riesce a catturare lo spacciatore al fine di poterlo interrogare. "Il Conte" confessa di aver recentemente consegnato a Jason dei campioni di una potente droga chiamata "Nocturne", inoltre riferisce che la droga proveniva da Praga: si trattava di un vecchio campione scaduto che avrebbe dovuto essere distrutto. Nadia durante le ricerche di un eventuale antidoto per il "Nocturne", scopre l'esistenza del gruppo Grappig, riferendosi alle ultime parole di Nancy Cahill prima di morire. Il Grappig è un'affiliazione di scienziati e biochimici guidata dal dottor Letuza. Nancy aveva scoperto da dove proveniva la droga, ma non aveva fatto in tempo a salvarsi. Vaughn pensa che a Praga ci possa essere un antidoto. Arrivati a Praga, Vaughn entra nel laboratorio in cerca dei file di Letuza. Sydney nel frattempo presa dalle allucinazioni teme che Jack possa ucciderla come ha ucciso la madre Irina. Perciò gli chiede per precauzione di essere legata prima di impazzire del tutto. Purtroppo la situazione degenera; infatti Sydney riesce a liberarsi brandendo il coltello del padre. Vaughn intanto riesce a trovare le fiale con l'antidoto e torna al furgone, ma non c'è più nessuno. Ad un tratto vede Sydney in lacrime davanti a suo padre privo di sensi. Sydney afferma di averlo ucciso, poi ad un tratto estrae una pistola e minaccia Vaughn, accusandolo che il loro rapporto è un gioco crudele e teme che Vaughn la tradirà ancora come aveva fatto con Lauren. Sydney spara a Vaughn ma la pistola non è carica; fortunatamente Jack l'aveva scaricata. Sydney e Vaughn iniziano a lottare tra loro: Sydney sembra avere la meglio, ma Jack si rialza e riesce a bloccare Sydney. Subito Vaughn le inietta l'antidoto per il "Nocturne". Tornati a Los Angeles, Sloane informa la squadra che l'Interpol ha compiuto un raid nei laboratori di Letuza eliminando ogni possibile minaccia del virus. Sloane, alla fine, ammette con Dixon che mandare Sydney in missione è stato un grave errore tattico. Dixon gli risponde che Syd ora è salva e quindi può dirgli quello che pensa di lui, anche se questo probabilmente lo porterà a volere le sue dimissioni dall’APO: non ha mai capito in 11 anni la vera natura criminale dell'SD-6 perché non avrebbe mai immaginato che potesse esistere una persona così tossica come Sloane. Dixon gli promette che, quando le vere motivazioni di Sloane verranno alla luce, gliela farà pagare. Vaughn va a trovare Sydney ormai guarita all'ospedale. I due si baciano e Sydney vede un ragno sul suo letto; lei pensa che siano ancora allucinazioni, ma Vaughn, rassicurandola, lo allontana e le dice che i ragni portano fortuna.

## Ribellione
- Titolo originale: Détente
- Diretto da: Craig Zisk
- Scritto da: Monica Breen & Alison Schapker

### Trama
Vaughn si incontra in un locale di Irkutsk con Anatoly Grodsky, il quale lo informa che la Russia ha prodotto un potente esplosivo chiamato "Black Thorine". Grodsky pensa che il suo superiore lo abbia rubato e poi venduto, perciò consegna a Vaughn il numero di conto bancario dell'uomo. All'improvviso entrano nel locale dei soldati che sparano a Grodsky, mentre Vaughn riesce a scappare con l’aiuto di Sydney. Quest’ultima, tornata a casa, trova Sloane e Nadia insieme. Sydney si arrabbia e caccia Sloane, confidando a Nadia che di Sloane non ci si può fidare. Nadia capisce che Sydney non ha ancora superato il passato, ma lo accetta anche se con difficoltà. Alla sede dell'APO, Sloane, dopo una verifica sui numeri di conto recuperati dalla missione, scopre che il denaro è stato depositato nel conto da Boris Tambor, un magnate petrolifero nonché trafficante d'armi. L'uomo si trova a Montecarlo e Jack comunica che ogni sera alle 21.00 partecipa ad una partita a poker. La loro missione consiste nel recuperare informazioni dal suo palmare e scoprire dove si trova il "Black Thorine" e come pensa di utilizzarlo. Sydney racconta delle sue difficoltà a lavorare con Sloane a Dixon, il quale alla fine non è stato costretto da Sloane a dimettersi dall’APO dopo il precedente scontro verbale avvenuto tra loro due. Anche per Dixon non è facile, infatti le confessa che sogna la sua defunta moglie ogni notte e la donna gli dice sempre di fare la cosa giusta, ecco perché riesce a lavorare con Sloane, non ignorando il passato, ma prendendo nel presente la decisione giusta. Sydney e Nadia al poligono di tiro parlano di Sloane: Sydney dice di capire Nadia e il suo desiderio di conoscere Sloane, come lei aveva bisogno di conoscere meglio sua madre Irina. La squadra a Montecarlo, tramite una microcamera riesce a vedere Tambor, che, a quanto pare, quella sera non andrà a giocare a poker come di consueto, ma vedrà una partita di calcio alla televisione. Nadia e Sydney riescono a capire da alcuni particolari nella camera che Tambor sta con una donna, immaginando che quest'ultima sarà annoiata, perché Tambor preferisce guardare la partita durante la loro ultima serata a Montecarlo. Nonostante Sloane non sia d'accordo, Sydney e Nadia si vestono eleganti in abito da sera e trovano la donna al bancone del bar. Sydney e Nadia "agganciano" Bridget e dopo aver bevuto un po' vanno con lei nella sua suite, superando la sicurezza. Mentre Bridget si cambia, Nadia e Sydney riescono a recuperare i dati e fuggire senza problemi. Al rientro a Los Angeles, Sloane è arrabbiato perché le ragazze hanno corso un grande rischio disubbidendo ai suoi ordini. Sydney si arrabbia quando l'uomo definisce "inaccettabile" quanto accaduto, affermando che ogni cosa le ricorda Francie e Danny, i quali non ci sono più proprio a causa di Sloane. Marshall intanto è riuscito a recuperare i dati raccolti dal palmare di Tambor, scoprendo che l'uomo venderà il "Black Thorine" sul suo yacht, chiamato Argento, in navigazione nelle acque del Mar Nero. L'esplosivo è nascosto in una cassaforte, così Marshall consegna a Sydney un dispositivo che le permetterà di rilevare la combinazione attraverso gli abiti dell'uomo. Jack chiede a Sloane di permettere a Sydney e Nadia di lavorare insieme anche in questa missione. Sloane accetta, anche se non è d'accordo. Sydney e Nadia nel Mar Nero si imbarcano di nascosto sull'Argento. Sydney usa il dispositivo di Marshall mentre Tambor sta trattando con l'acquirente. Sloane riconosce nell'acquirente Leo Orissa, capo di un'organizzazione criminale russa e suo vecchio collega quando dirigeva l'SD-6. Nadia apre la cassaforte e scopre che non c'è semplicemente una fiala, ma è piena di flaconi di "Black Thorine". Tambor viene ucciso dalla sua fidanzata Bridget, la quale è in affari con Orissa, mentre Sydney e Nadia scappano e si tuffano in mare con una bombola di ossigeno. Sloane ha un piano per recuperare comunque l'esplosivo, riferendo a Sydney che dovrà fidarsi di lui: le dice pertanto di tornare a bordo mentre Nadia dovrà eliminare le guardie che si trovano sullo yacht. Nel frattempo Sydney va da Orissa e gli dice di lavorare per Arvin Sloane, cosa che fa impallidire Orissa. Sydney guidata da Sloane dice di voler conoscere la locazione del laboratorio dove si produce il "Black Thorine", così dopo le minacce ricevute, l'uomo confessa che si trova in Ucraina. Bridget arrabbiata, spara ad Orissa, uccidendolo dopo l'informazione preziosa che ha rivelato;  inizia così una colluttazione con Sydney che riesce ad avere la meglio grazie all'aiuto di Nadia. Quest’ultima dice a Sydney che è sempre stata sola e che adesso è lieta di lavorare in squadra. A Los Angeles, Sloane consiglia un trasferimento a Sydney data la sua difficoltà a lavorare con lui, ma lei decide di restare all'APO anche se non lo perdonerà mai per quello che ha fatto alle persone che amava.

## Echi
- Titolo originale: Echoes
- Diretto da: Dan Attias
- Scritto da: André Nemec & Josh Appelbaum
- Gina Torres è Anna Espinosa

### Trama
All'APO Sloane è costretto a cedere provvisoriamente il comando della sezione a Jack, dato che la loro imminente missione coinvolge un agente di cui non è autorizzato ad occuparsi a causa di precedenti accordi fatti con la CIA. Jack dice che l'obiettivo della loro prossima missione coinvolge una vecchia avversaria di Sydney, Anna Espinosa, ex-agente del Direttorio K e seguace di Rambaldi, ritenuta fino a quel momento, morta. Anna Espinosa dovrebbe ricevere a Bruxelles, qualcosa da un associato, un certo Milos Sabine. Sydney, Dixon e Marshall dovranno assistere all'incontro di Anna ed arrestarla se si presenterà l'occasione. Sydney e Nadia escono a pranzo e mentre parlano di Anna, Nadia dice di aver visto qualcosa di orribile quando è entrata in connessione con Rambaldi tramite Sloane. Ha avuto una visione in cui lei e Sydney si puntavano la pistola una contro l'altra, poi lei sparava ed uccideva Sydney, che non sembrava sorpresa, come se avesse sempre conosciuto la sua sorte. Ad un tratto Sydney riceve una telefonata e si allontana per andare a rispondere: è Anna, che, proprio dietro Nadia, le punta una pistola. Anna rapisce Nadia e ordina a Sydney di fingersi lei per l'incontro a Bruxelles. A Bruxelles, Sabine afferma che prima dello scambio, vuole che lei uccida un uomo, Willem Karg, che si trova nel bar di un albergo. Come prova dell’omicidio dovrà portare una fotografia del corpo e del dito indice della mano destra di Karg entro 40 minuti. Sydney fingendosi una prostituta, attira Karg nella sua camera d'albergo, dove si trovano Vaughn e Dixon ad aspettarli. Dixon e Vaughn tagliano il dito dell'uomo per salvargli la vita, poi lo truccano con del finto sangue per scattare una foto del "cadavere", così lo scambio va a buon fine. Anna nel frattempo marchia il collo di Nadia con il simbolo di Rambaldi. Marshall identifica il campione ritirato da Sydney come il "Composto Dante", un raro elemento che mescolato con gas ed altri agenti chimici li muta. Marshall crede che Anna lavori per il Fronte Rivoluzionario Cadmus (FRC), fronte che di fatto è l’erede della vecchia Convenzione. L'FRC cerca da un anno di acquisire il composto per costruire una bomba chimica e propone di parlare con Sark, l'unico che aveva legami stretti con la Convenzione. Sydney non pensa che dovrebbero dare a Nadia una copia del Composto Dante, perché ciò potrebbe provocarne la morte. Sloane afferma che Anna non ucciderà Nadia, dato che non è il suo destino. Sydney capisce che c’è sempre Rambaldi alla base di tutto. Anna e Sydney si incontrano in una boutique di Beverly Hills per lo scambio del campione ritirato e all'incontro c'è anche Nadia. Nonostante qualche difficoltà Sydney riesce a liberare Nadia. Nel frattempo Vaughn si reca da Sark, rinchiuso in un penitenziario federale. Vaughn gli chiede come mai l'FRC ha cercato più volte di contattarlo. Sark non risponde, così Vaughn lo informa che sarà trasferirto al penitenziario Alder, un carcere di massima sicurezza dove Sark passerà i suoi giorni in isolamento e al buio. Sydney torna all'APO con Nadia. Il dott. Jain dopo averla visitata, dice che potranno sistemare la pelle del collo di Nadia dove Anna ha eseguito la marchiatura. Nadia riferisce a Sydney che Anna ha affermato che lei e Sydney si sarebbero divise. Sydney spiega allora che, secondo la loro madre Irina, il simbolo di Rambaldi è spiegabile come le due figlie ai lati, ed al centro l'oggetto su cui le due si daranno battaglia e soltanto una delle due sorelle sopravviverà. Sydney afferma che alcune delle predizioni di Rambaldi si sono realizzate, ma che lei in fondo non ci crede e che le persone che ci credono sono pericolose. Jack inietta a Sark, mentre dorme, un dispositivo di tracciamento dotato di una carica esplosiva. Mentre ha luogo il trasferimento notturno di Sark, viene simulato un attacco al veicolo. Un uomo consegna a Sark una moto e gli ordina di recarsi al Quartier Generale dell'FRC: l'APO lo seguirà per scoprire dove si trova. Sydney scopre di un incontro tra l'FRC e Vorich, l'amministratore delegato di un'azienda chimica russa. Sydney pensa che Anna si trovi lì. Jack la invita ad andare là con Nadia per sorvegliare la situazione, perché se Vorich si trova in quel luogo, potrebbe avere un campione di gas. Sloane teme che, se Sydney e Nadia andranno in missione insieme ed Anna si trova da quelle parti, soltanto una delle due sorelle ritornerà. Marshall intanto riesce a rintracciare Sark a Johannesburg, per cui parte subito una squadra d'attacco. La squadra APO irrompe in quello che crede il Quartier Generale dell'FRC, ma all'interno c'è soltanto Sark in una stanza vuota con una bottiglia di champagne. Sark accetta di localizzare l'FRC ma vuole qualcosa in cambio. In Estonia, Nadia e Sydney trovano Vorich, che viene ucciso da Anna. Nadia lotta con Turner mentre Sydney insegue Anna. Turner cade sul suo stesso coltello, Nadia lo rigira finché l'uomo le rivela poco prima di morire il motivo per cui l'FRC sta assemblando la bomba. Sydney pensa di aver trovato Anna, ma in realtà si tratta di Nadia che subito viene colpita alle spalle proprio da Anna e cade a terra.

## Un uomo di parola
- Titolo originale: A Man Of His Word
- Diretto da: Marita Grabiak
- Scritto da: Breen Frazier
- Gina Torres è Anna Espinosa

### Trama
Nadia è all'ospedale, ancora viva ma tenuta in coma farmacologico. Sydney riferisce a Sloane che Anna ha la bomba. Sark viene portato all'APO dove deve fornire informazioni sulla bomba stessa. Sark dice che Ushek San'ko, capo dell'FRC, acquisterà la bomba da Anna e che lui li aiuterà a recuperarla a patto che gli venga concesso di vedere il corpo di Lauren Reed e che anche Vaughn deve essere presente. Il corpo di Lauren non è in un cimitero qualsiasi, ma si trova in un obitorio della CIA, per evitare che, dopo quanto accaduto, la sua morte possa diventare di dominio pubblico. Vaughn apre la bara, e Sark, guardando la posizione dei fori del proiettile, dice che è stato Vaughn ad ucciderla con quest’ultimo che gli risponde di sì. Sloane parlando con Sydney dice che secondo la profezia di Rambaldi Nadia non morirà per mano di Anna. Ad un tratto Anna riesce ad entrare nell'ospedale proprio per uccidere Nadia, ma non riesce a farlo perché Sloane aveva trasferito la figlia in un'altra camera. Sydney tenta di catturare Anna, ma lei riesce a scappare lanciandosi da una finestra dell'ospedale legata ad un tubo di un idrante. Nel frattempo Marshall osserva il nastro della registrazione della confessione di Turner a Nadia, riguardante il motivo per cui l'FRC sta assemblando la bomba, scoprendo che Anna era là ed aveva assistito alla confessione fatta dall'uomo in fin di vita. Ecco perché Anna voleva uccidere Nadia! Vaughn, Sydney e Sark vanno a Venezia per incontrare, in un night-club, Ushek San'ko. Sydney, per accompagnare Sark, decide di travestirsi da Lauren. Sydney per essere credibile deve inoltre dimostrare a San'ko la sua intesa sessuale con Sark e lo fa baciandolo e dandogli un morso sul labbro. Ad un tratto San'ko viene ucciso da un proiettile sparato da Anna, così Sydney ammanetta Sark ad una ringhiera e con Vaughn la inseguono. Anna nel frattempo fa liberare Sark ed estrae il dispositivo di tracciamento esplosivo inserito nel collo dell'uomo. Anna, rientrata con Sark, gli propone una collaborazione, dice di aver ucciso San'ko perché non avrebbe pagato abbastanza per la bomba. Anna vuole adesso contrattare con un compratore francese, Michel Guinot, trafficante d'armi e conoscente di Sark. Jack per avere informazioni su Anna decide di risvegliare Nadia dal coma farmacologico, così riesce ad avere le preziose informazioni che le aveva rivelato Turner. In questo modo Sydney e Vaughn riescono a rintracciare Anna. Nel frattempo il dottor Jain però trova nel sangue di Nadia la droga che le è stata iniettata per risvegliarla dal coma farmacologico e lo riferisce a Sloane. Sark e Anna incontrano Guinot a Venezia per lo scambio, ma Sydney e Vaughn intervengono in tempo, così mentre Vaughn recupera la bomba, Sark riesce a fuggire, bloccando però Anna e gridando a Sydney che è un uomo di parola. Sydney raggiunge Anna e lottano furiosamente fino a quando Sydney riesce ad ammanettare Anna, puntandole contro la pistola. A Los Angeles, Sydney va a trovare Nadia in ospedale e trova nella sua stanza Weiss. Sloane parla con Jack accusandolo del rischio che ha fatto correre a Nadia con il suo gesto di risvegliarla prematuramente. Jack afferma di aver fatto quello che era necessario, provocando anche Sloane in merito alla profezia di Rambaldi secondo la quale non era il momento che Nadia morisse. Sloane comunque riprende Jack per aver messo in pericolo la vita della figlia e subito Jack risponde dicendo che Sloane mette in pericolo costantemente la vita di Sydney.

## L'indice
- Titolo originale: The Index
- Diretto da: Lawrence Trilling
- Scritto da: J.R. Orci & Alison Schapker
- Angela Bassett è Hayden Chase

### Trama
All'APO Sydney, Weiss e Nadia discutono del compleanno di Nadia, la quale però si dimostra contraria a festeggiarlo, visto che la data di nascita le è stata attribuita dall'orfanotrofio. Sloane organizza un briefing e informa la squadra dell'Indice Blackwell, un disco criptato rubato alla CIA che lo stava studiando. Il disco contiene informazioni incriminanti contro molti agenti governativi e uomini di potere e nessuno è mai stato in grado di leggere il disco, perché criptato tramite un difficile codice di protezione. La missione consiste nel rubare dalla stanza delle prove di un distretto di polizia parigino un disco Decoder. Vaughn deve partire d'urgenza per l'Arizona e visitare suo zio Charlie che è in ospedale in coma. Dixon parla con Sydney, dicendole che non si fida di Sloane per cui controlla tutto quello che fa ed ha persino installato un controllo della linea dell'ufficio di Sloane. Dixon inoltre afferma di aver intercettato una telefonata di Sloane a Miles Devereaux, un ex-membro dell'Alleanza dei Dodici. Successivamente si reca ad informare dei suoi sospetti la direttrice Hayden Chase, la quale dice di aver bisogno di maggiori prove per poter intervenire contro Sloane; Dixon perciò chiede aiuto a Sydney per riuscire a decodificare le conversazioni di Sloane. Nel frattempo, in Arizona, in ospedale, un'infermiera di nome Rosemary dice a Vaughn che suo zio Charlie parlava frequentemente di Bill, padre di Michael, come se fosse ancora vivo. Rosemary consegna inoltre a Vaughn una busta che suo zio voleva consegnare al padre Bill. La busta contiene la chiave di un armadietto della stazione degli autobus, dove Vaughn trova un diario di suo padre in cui ci sono pagine datate fino al 1982 mentre suo padre teoricamente è morto 3 anni prima! Per impedire a Sloane di recuperare il decoder corretto, Sydney mostra a Dixon un masterizzatore di mini-dischi, creato da Marshall, che servirà a realizzare una copia corrotta del Decoder. Nella missione a Parigi, Sydney, vestita da punk americana, si farà arrestare mentre danneggia la vettura di Weiss. Dixon si presenta come avvocato americano di Sydney alla stazione di polizia, dove neutralizza la guardia con un tranquillante. Nadia, collegata alle telecamere del distretto, guida dall'esterno Sydney, che così trova il Decoder. Sydney riesce a cavarsela, salendo su un elicottero pilotato da Weiss. Rientrata all'APO viene rimproverata da Sloane per la sua imprudenza durante la missione. Sydney informa Sloane del compleanno di Nadia e lui così organizza a casa sua una cena per festeggiarlo. Alla cena partecipano anche Jack, Weiss e Sydney, la quale riceve una telefonata da Dixon e, fingendo che si tratti di Vaughn, si alza da tavola e va a parlare nello studio di Sloane, dove accede al suo telefono criptato e trasmette a Dixon le conversazioni dell'uomo con Devereux. Le conversazioni in effetti rivelano il contatto di Sloane con Deveraux ed un'implicita ricostituzione dell'Alleanza. Mentre Sydney sta per lasciare lo studio di Sloane viene sorpresa da Nadia, che l'accusa di averla usata con il pretesto di festeggiare il suo compleanno, ma Sydney le spiega la situazione. Dixon, portando le conversazioni decodificate di Sloane, convince la direttrice Chase che Sloane va fermato. Così Sydney, Nadia, Dixon e la Chase partono per Bruxelles e pedinano Sloane mentre entra in un edificio abbandonato. All'interno dell'edificio Deveraux presenta ad un gruppo di uomini l'Indice Blackwell, che va decriptato usando il Decoder che è adesso in possesso di Sloane. Sydney, Dixon e la direttrice Chase irrompono nell'edificio, lasciando Nadia a controllare il perimetro esterno. I tre trovano Sloane da solo in una stanza che con un portatile a distanza controlla l'incontro dei membri dell'Alleanza con Jack. Sydney capisce che Jack è in pericolo perché ha il falso Decoder, infatti quando Devereaux se ne accorge e inizia a picchiare Jack. Nadia, tempestivamente avvertita, irrompe con la sua auto nell'edificio, uccide i membri dell'Alleanza presenti e salva Jack. In Arizona intanto Vaughn cerca di parlare con suo zio in ospedale, chiedendogli se suo padre sia ancora vivo. Dopodiché chiede ad un'infermiera di poter parlare con la sua collega Rosemary, ma scopre che nell'ospedale non lavora nessuna infermiera con quel nome. Rientrato a Los Angeles, Sloane inserisce il Decoder nel suo portatile e riesce a decriptare l'Indice Blackwell; dopodiché chiama Jack e gli dice che adesso hanno tutto ciò di cui hanno bisogno.

## La strada di casa
- Titolo originale: The Road Home
- Diretto da: Maryann Brandon
- Scritto da: André Nemec & Josh Appelbaum

### Trama
In un ristorante di Parigi Sydney sta trattando con un suo contatto per avere un microchip, ma all'improvviso l'uomo viene ucciso. Syd e Vaughn riescono a bloccare l'uomo che ha sparato al loro contatto, ma questo si uccide tagliandosi la gola con un coltello. Tornati a Los Angeles all'APO, Sloane dice che le informazioni scaricate dal microchip rivelano l'esistenza di un dispositivo di tracciamento biometrico in corso di sviluppo in Austria. Se questo venisse collegato ad un'arma, il dispositivo potrebbe tracciare un individuo in base ad un campione di DNA o ad una scansione biometrica. Sloane riferisce inoltre che il cecchino che ha ucciso il loro contatto, lavorava per Sasha Korjev, un trafficante d'armi che sta costruendo una nuova arma di localizzazione. Sydney deve andare a Salisburgo per recuperare il pericoloso dispositivo. Sloane delega a Dixon il compito di trovare Korjev, ma Jack si offre di farlo al suo posto. Vaughn parla a Weiss dei suoi sospetti sulla morte del padre e lui gli risponde che non può essere che il padre sia ancora vivo, ma Vaughn giura che sul diario che ha ritrovato c’è sicuramente la calligrafia del padre. Weiss consegna a Vaughn un foglio con il nome di Frank Murdoch, ex-agente delle Forze Speciali di San Diego, il cui negozio è citato nel diario di Bill Vaughn. Jack dice a Sloane che la CIA vuole Korjev morto e che lui può arrivare più vicino a Korjev di quanto possa fare Dixon. Jack aggiunge che il suo vecchio amico Korjev avrebbe dovuto essere eliminato anni fa, quando lui ne aveva avuto la possibilità. Nel frattempo in un night club di Salisburgo, Sydney deve recuperare una tessera magnetica da un cameriere del locale per entrare nella zona dove sono tenuti i progetti dell'arma. Così Sydney inizia a chiacchierare con un lavapiatti americano, Sam Hauser, al quale ruba la scheda. Appena arriva negli uffici scopre in un rapporto che l'arma è pronta e sarà portata fuori dall’Austria la mattina seguente. La sicurezza del night club scopre che Sam Hauser, il proprietario della tessera rubata da Sydney, sembra essere penetrato nei locali riservati e inizia la caccia all'uomo; Sydney viene scoperta ma riesce a bloccare la guardia e sente dal suo walkie-talkie che l'arma si trova nel magazzino Delongpre e che le guardie danno la caccia a Sam per ucciderlo. Così Sydney cerca Sam e dopo averlo trovato lo convince a uscire dal locale con lei. A San Diego, Vaughn si reca da Frank Murdoch, che gli mostra una fotografia fatta insieme al padre. Frank dice a Vaughn che l’ultima volta che ha visto Bill è stato durante la guerra della Falkland nel 1982, quando lo stesso Bill gli aveva sparato alle spalle rendendolo paralizzato. Vaughn gli risponde che non può crederci e una volta rientrato dice a Weiss di non aver trovato Frank. Intanto a Salisburgo Sydney racconta cosa è successo a Sam e poi chiama un suo contatto per prelevarli ed inserire poi Sam in un programma di protezione. Quando questo arriva Sydney si accorge di essere stata tradita dal contatto e fugge con Sam. Dopodiché Syd racconta a Sam la sua missione, chiedendogli aiuto per arrivare al magazzino dov'è nascosta l'arma e portarla a termine insieme. Jack incontra Sasha Korjev in Angola, il quale ricorda con affetto Jack come suo mentore e gli presenta la moglie Lani. Korjev dopo poco accusa Jack di averlo tradito e fatto abbandonare dalla CIA, ma Jack dice che è stato lui quello ad essere stato tradito e all'improvviso strangola a morte Korjev. In Austria Sydney scopre che l'arma nel magazzino è stata montata su un piccolo elicottero d'assalto e dice a Sam di aspettarla in un furgone per recuperarla dopo poco. Sydney riesce a raggiungere l'elicottero liberandosi delle guardie, ma inavvertitamente attiva l'arma proprio contro di lei. Mentre il mini-elicottero le dà la caccia, Sydney scappa per i corridoi del magazzino e cerca di nascondersi. Nel frattempo Sam viene ferito da un uomo di Korjev, il quale viene colpito da Sydney che si fa scudo con il suo corpo dagli spari del mini-elicottero che vede il volto di Sydney sotto il cadavere e si disattiva per aver eseguito la sua missione. Successivamente Syd dice a Sam che può tornare dalla sua famiglia negli Stati Uniti senza essere inserito in un programma di protezione e poi i due si salutano. Tornata a Los Angeles, Sydney incontra Jack all'APO e va a mangiare con lui.

## L'orfana
- Titolo originale: The Orphan
- Diretto da: Craig Zisk
- Scritto da: Alison Schapker & Monica Breen
- Sônia Braga è Sophia Vargas

### Trama
Anno 1992, Buenos Aires: di notte un uomo si introduce in un orfanotrofio mentre tutti dormono e tenta di rapire una bambina, ma l’intervento di un’altra bambina lo fa scoprire. Quest’ultima è Nadia, la quale dopo essere intervenuta contro l’uomo scappa dall'orfanotrofio. Vaughn mostra a Sydney il diario del padre, chiedendole di accedere agli Archivi Operativi della CIA per trovare informazioni. Successivamente, grazie anche all'aiuto di Sydney, riesce a decifrare da quel diario un indirizzo di Lisbona che potrebbe aiutarlo a risolvere il mistero sul padre. Sloane durante un briefing all'APO,afferma che l'Istituto Bielorusso della Scienza ha sviluppato un componente ottico di nuova generazione, chiamato Vetro Amplificatore, in grado di amplificare un qualsiasi semplice raggio laser rendendolo un'arma potentissima. Una fazione di Giacarta ha ingaggiato un argentino, Cesar Martinez, per acquisire il laser per suo conto. Nadia conosce Cesar, perché in passato i due vivevano per la strada facendo piccoli furti insieme, e comunica che Martinez è un freelance che ha ottenuto una buona reputazione grazie all'omicidio di un agente dell'Intelligence Argentina, Roberto Fox. Dunque la missione consiste nel liberarsi di Martinez ed ottenere il Vetro Amplificatore durante una festa che avrà luogo a Minsk in Bielorussia, presso l'Istituto per la Scienza. Subito dopo il briefing, Nadia in privato confida a Sydney di conoscere bene Cesar Martinez. A Minsk, la squadra arriva alla festa e Sydney si avvicina ad un architetto facendosi fare un autografo dall'uomo, in modo che un congegno ideato da Marshall possa così recuperare e decodificare i file del progetto che si trovano nel laboratorio dell'Istituto. Successivamente Sydney si fa consegnare da Nadia una carta magnetica rubata ad uno degli scienziati. Nadia riconosce tra gli ospiti Cesar Martinez ed ha un flashback: ripensa al passato quando Roberto Fox l'aveva ingaggiata per lavorare come spia per il governo argentino. Nadia parla in carcere con Sophia Vargas, direttrice dell'orfanotrofio in cui ha vissuto fino a quel momento e la donna la incoraggia ad accettare il lavoro. Nadia informa subito la squadra dell'imminente pericolo e subito dopo dei cecchini sparano nel locale dove si tiene la festa, mentre Martinez va a prendere "l'amplificatore laser". Sydney nel frattempo apre la cassaforte e prende il Vetro Amplificatore, quando all'improvviso entrano Cesar Martinez ed i suoi uomini. Martinez si fa consegnare il Vetro e chiede a Sydney per chi lavora, quando arriva Nadia dicendo che lavora con lei. Tornati a Los Angeles all'APO, Sloane rimprovera Nadia per aver tenuto segreto il suo passato con Martinez, così Nadia afferma di poter recuperare il Vetro da Martinez, non rivelando a nessuno che in realtà lei lavorava insieme a Martinez sotto la supervisione di Roberto Fox. Nadia va a Buenos Aires, incontra Cesar in un ristorante, mentre Sydney e Weiss osservano l'incontro. Martinez accetta di vendere il Vetro a Nadia a patto che lei lo accompagni al loro vecchio ufficio senza che nessuno che li segua. Nadia accetta, togliendosi l'apparecchio che segna la sua posizione e si allontana con l'uomo facendo perdere le sue tracce. Martinez chiede a Nadia se pensa ancora a Roberto Fox e lei dice di sì. In un altro flashback si vede Nadia quando, durante una missione, aveva trovato ferito il suo partner Diego, il quale le aveva rivelato prima di morire che Roberto Fox era un criminale corrotto che li aveva convinti con l'inganno a lavorare per lui, facendo credere di lavorare per il governo. In realtà faceva rubare loro documenti governativi e Nadia era rimasta sconvolta, dato che pensava fino a quel momento di lavorare veramente per il governo. Incalzata da Martinez, Nadia gli conferma i suoi sospetti: gli dice che è stata lei ad aver ucciso Roberto, affermando inoltre che lo rifarebbe. Martinez, che è legato alla figura di Roberto, punta verso Nadia una pistola, ma lei riesce a bloccarlo e lo cattura. In quel momento arrivano Sydney e Weiss, che riescono a trovarla grazie a Sloane. Mentre Weiss porta via Martinez, Nadia gli riferisce che il Vetro Amplificatore è nella cassaforte. A Lisbona Vaughn si reca all'indirizzo del diario di suo padre: lì trova Sophia Vargas, la direttrice dell'orfanotrofio in cui si trovava Nadia. La donna gli dice che l'unica volta in cui ha incontrato Bill Vaughn è stata quando lui è andato da lei, coperto di sangue e con Nadia in braccio. Vaughn le chiede se magari lei ricorda altri dettagli e lei gli dice di aver sentito Bill pronunciare la parola "usignolo" durante una conversazione telefonica.

## Quarantena
- Titolo originale: Tuesday
- Diretto da: Fred Toye (Fredrick E. O. Toye)
- Scritto da: Drew Goddard & Breen Frazier
- Ulrich Thomsen è Ulrich Kottor

### Trama
Sydney, travestita da ballerina, si incontra con un informatore all'Avana. L'uomo le dice che la Terza Fazione sta pianificando un attacco su larga scala su un bersaglio civile. Inoltre afferma che in un armadietto a Los Angeles, esiste un hard disk con tutti i dettagli e Dixon, che è in contatto con Syd, lo recupera immediatamente. Purtroppo la missione viene compromessa perché l'informatore viene scoperto dal suo capo Ulrich, il quale assiste all'incontro e così un suo uomo tende un agguato a Sydney rapendola. Successivamente Ulrich, che ha di fronte Sydney e il suo traditore, spara all'uomo uccidendolo. A Los Angeles Marshall è in ritardo a causa del bambino e Sloane lo chiama sollecitandolo a fare in fretta. Nel frattempo all'APO, un tecnico riceve il disco da Dixon e tenta di accedere ad esso, ma quando l'hard drive viene connesso esplode rilasciando un agente chimico che infetta subito il tecnico. Dixon accorre immediatamente a soccorrerlo, ma rimane infettato gravemente. Il sistema di sicurezza dell'APO reagisce immediatamente per rimuovere il vapore e i locali vengono ermeticamente sigillati; nessuno può entrare o uscire dall’APO. Finalmente arriva Marshall al parcheggio dello stabile, per fortuna in ritardo. Viene immediatamente avvertito dalla squadra della situazione e lui connettendosi alla rete del sistema antincendio vede che sono al sicuro. Vaughn chiama anche Sydney per sapere se la missione è andata a buon fine. Lo squillo del telefono sveglia Sydney, che si accorge di essere sepolta in una bara con il corpo dell'informatore accanto. Dall'APO le spiegano che devono restare in quarantena per 36 ore e non possono intervenire. Marshall che sta ascoltando la telefonata si offre volontario per andarla a recuperare, spiegando che può costruire un congegno che riceve le frequenze del suo cellulare e può localizzare la sua posizione. Marshall parte immediatamente e appena arriva all'Havana, con qualche difficoltà a causa della lingua, riesce a costruire il rilevatore e si mette a cercarla. Sydney nel frattempo trasmette una foto dell'informatore all'APO così che possano trovare il suo partner. Sydney ad un tratto inizia a ripetersi e dire cose strane, gli altri capiscono subito che sta velocemente perdendo le forze. Jack chiama Marshall, che ha localizzato il luogo: si tratta di un cimitero. Purtroppo il congegno di Marshall smette di funzionare e la batteria del telefono di Sydney si scarica completamente. Marshall dice a Vaughn come accedere al satellite e controllare la zona dove si trova così riescono a trovare Sydney. Marshall si mette subito a scavare e raggiunge la bara. Appena aperta Marshall si rende conto che Sydney è in gravi condizioni, infatti non respira. Marshall prova la respirazione bocca a bocca e un massaggio cardiaco per ravvivarla mentre da Los Angeles la squadra osserva con il fiato sospeso l'evolversi della situazione dal satellite. Fortunatamente Sydney rinviene. Dixon riesce a ristabilirsi e Sloane immediatamente invia le informazioni su Ulrich; hanno ancora bisogno di trovare il bersaglio del suo piano d'attacco con la pericolosa arma batteriologica. Ulrich però conosce Sydney, lei propone di mandare Marshall per trovare le vere informazioni. I due vanno a Berlino e Sydney addestra Marshall su ciò che deve fare. Marshall entra nel locale, riesce a farsi ricevere nell'ufficio di Ulrich e si presenta come Jack Bristow mentre Sydney a distanza lo tiene sotto controllo. Marshall riesce a far trasmettere le informazioni del computer di Ulrich all'APO, ma Vaughn dice che sono criptate e per decriptarle avranno bisogno del computer del seminterrato, protetto da uno scanner retinale. Marshall deve portare Ulrich nel seminterrato cercando di caricare una mini pistola nascosta nel telefono, ma la pistola accidentalmente lascia partire un colpo e uccide Ulrich. Jack così dice a Marshall di estrarre l'occhio di Ulrich. Sydney entra immediatamente nel locale per aiutare Marshall, atterra le guardie e insieme vanno a decriptare le informazioni. Il bersaglio dell'attacco batteriologico è Hong Kong. Vaughn informa la CIA e l'attacco viene sventato. Tornati a Los Angeles, Sloane dice che la Terza Fazione è più estesa di quanto pensassero e l'APO dovrà convalidare un centinaio di contatti sulle liste. Sydney riporta Marshall a casa, dove lui le confessa che odia mentire a sua moglie, ma capisce anche che è una parte essenziale del suo lavoro. Dopodiché Sydney va alla stazione ad attendere Vaughn che la raggiunge, la quarantena è terminata.

## Usignolo
- Titolo originale: Nightingale
- Diretto da: Lawrence Trilling
- Scritto da: Breen Frazier

### Trama
Durante la notte Vaughn si risveglia da un incubo, nel quale è sempre alla ricerca di qualcosa che abbia a che fare con Usignolo e con suo padre Bill. Non avendo trovato nessuno che testimoni che suo padre sia ancora vivo, Vaughn si demoralizza a tal punto da voler abbandonare i suoi intenti, ma Sydney lo incoraggia a continuare, offrendogli anche il suo aiuto. Nel frattempo in Siberia, due scienziati stanno sperimentando un particolare congegno elettronico: nel momento in cui l'apparecchio viene attivato, un uomo utilizzato come cavia si scioglie, perché l'arma ha alterato il suo DNA fino ad ucciderlo. All'APO Sydney chiede aiuto al padre, spiegandogli la situazione e chiedendogli di accedere al suo computer, perché con un livello di accesso di grado superiore può ottenere informazioni riservate che a lei sono negate. Fortunatamente lui acconsente, lasciandole usare il computer liberamente. Subito però Jack informa Sloane dell'accaduto, proponendogli di lasciarli continuare ed usarli per ottenere informazioni. Le ricerche hanno esito positivo, la parola "usignolo" la porta a due uomini: uno scienziato in Siberia di nome Josef Vlachko e Hans Dietrich, il proprietario di una birreria a Monaco di Baviera immischiato nel mercato di armi. Vaughn non è contento di sapere che anche Jack sia a conoscenza della cosa, ma accetta perché si fida di Sydney, perciò entrambi si dirigono a Monaco. All'interno di un locale Sydney si traveste da cameriera, porta Dietrich in luogo appartato e gli ruba il suo hard disk. Rientrati a Los Angeles i due si mettono al lavoro per decifrare le informazioni presenti sul disco. Ad un certo punto Vaughn riceve una telefonata misteriosa da un uomo che gli dice che se vuole sapere qualcosa su suo padre deve recarsi in biblioteca senza avvertire nessuno, neppure Sidney; appena giunto sul luogo Vaughn riceve un’altra telefona dell’uomo misterioso che gli dice di cercare qualcosa all’interno di uno specifico libro. Trovato il libro Vaughn scopre che all’interno è presente una siringa con una sostanza da iniettarsi; inizialmente si rifiuta di farlo ma, dopo un’altra telefonata ricevuta dall’uomo, decide di iniettarsi la sostanza, la quale si rivelerà essere un paralizzante a tempo determinato. Una volta svegliatosi si trova davanti un uomo di nome Roberts, il quale gli dice che gli darà informazioni sul padre ma in cambio vuole la serpentina dell’arma Usignolo. Come promesso l'uomo gli dà per iniziare il nome di Phillip Burke. Vaughn inizia a indagare e scopre che il cadavere di Phillip Burke è simile a quello di Bill Vaughn: hanno addirittura la stessa struttura dentale. Nel Frattempo Jack e Sloane vogliono saperne di più sull'argomento e devono insistere con Sydney affinché convinca Vaughn a passare l'indagine all'APO. Così Jack invita Sydney per cena e gli confida che Usignolo riguarda esperimenti molecolari che alterano i DNA dei soggetti con gli stessi marker genetici. Jack dunque incoraggia Sydney a rendere pubblica la ricerca e usare le loro risorse APO per investigare. Vaughn informa Sydney del suo incontro con Roberts e, nonostante qualche perplessità, è d'accordo di portare il caso all'APO, ma propone anche una contro missione per recuperare la serpentina da scambiare con altre informazioni su suo padre. Quindi all'APO preparano una missione e Jack decide di andare con Vaughn e Sydney in modo da ottenere da Vlachko informazioni su dove si trova Elena Derevko prima che lo faccia Sydney, quindi eliminarlo. Arrivati in Siberia, dove si trova una base nucleare abbandonata, nonché Usignolo, Jack trova Vlachko il quale nega di sapere dove si trovi Elena; Sydney e Vaughn lavorano sulla serpentina per estrarla, ma sono sorpresi da una guardia che spara al pannello di controllo. Il sistema improvvisamente si attiva e Sydney rimane intrappolata all'interno del locale di sperimentazione. Marshall da Los Angeles tenta di annullare l'avvio dell'arma ma sembra fallire finché improvvisamente Usignolo si arresta senza motivo. Sydney consegna a Vaughn la serpentina fingendo di essere stata picchiata da lui. Più tardi Vaughn manda un messaggio a Sydney dicendo che sta bene. Jack e Sloane discutono sull'accaduto dubitando che le cose siano andate come raccontato da Sydney. Mentre Jack sta per lasciare l'APO Marshall lo rincorre e gli dice che non è stato lui a bloccare il sistema, in quanto l'unico che lo avrebbe potuto fare era qualcuno sul posto che avrebbe dovuto staccare il reattore nucleare. Realizza subito che è stato proprio Jack a rimuovere la barra d'alimentazione, salvando Sydney ma esponendosi a livelli pericolosi di radiazioni. Così Jack dice a Marshall che l'ha fatto per salvare sua figlia e che non dovrà riferirlo a nessuno.

## Pandora
- Titolo originale: Pandora
- Diretto da: Kevin Hooks
- Scritto da: J.R. Orci & Jeff Pinkner
- Isabella Rossellini è Katya Derevko
- Joel Grey è il finto Sloane

### Trama
A seguito di una sparatoria, Dixon insegue due persone con il passamontagna e riesce a colpirne una, ma successivamente viene a sua volta colpito da due colpi sparati dall'altra persona. Quest’ultima si avvicina a Dixon e, dopo che lui ha perso i sensi nonostante indossi un giubbotto antiproiettile, si toglie il passamontagna: si tratta di Vaughn! La scena si sposta a 48 ore prima, quando Sloane convoca nel suo ufficio Sydney, dicendole di aver scoperto che ha ricevuto un sms da Vaughn e che quindi gli dà 48 ore per contattarlo prima di notificare il comportamento di Vaughn a Langley. Nadia riceve una telefonata dalla zia Katya Derevko e va a trovarla in prigione per avere risposte alle sue domande su Irina. Nel frattempo a Parigi Vaughn incontra Roberts, il quale gli passa una telefonata del suo capo che gli fa trovare una basta con delle foto che attestano che suo padre Bill è ancora in vita; per proseguire nelle ricerche ed avere altre notizie è costretto ad aiutarli a recuperare un prezioso manoscritto di Rambaldi. Più tardi, Nadia dice a Sydney della sua visita alla zia che ora è ricoverata all'ospedale per una reazione allergica al cioccolato; infatti la russa ha mangiato apposta il cioccolato pur sapendo di essere allergica con lo scopo di incontrare Sydney. Quest’ultima per mettere in guardia Nadia le rivela che la madre aveva assoldato un killer per ucciderla, poi va da Katya per dirle di lasciare in pace Nadia. Katya le confida che sua madre non avrebbe mai voluto ferirla e che Irina voleva vendicarsi, perché era risalita a colui che realmente aveva pagato il killer. Sydney, sotto richiesta di Katya, recupera un carillon scoprendo un codice che porta al numero di un conto bancario registrato sotto il nome di “A. Sloane” che dimostrerebbe che proprio lui la voleva morta. Dopodiché Sydney ritorna da Katya e le fa promettere di non dire mai nulla a Nadia. All'APO Marshall segretamente fa un test a Jack per scoprire se ci sono effetti dovuti alla prolungata esposizione alle radiazioni, avvenuta durante la missione "Usignolo"; i risultati mostrano una mutazione genetica in corso su larga scala e Marshall cerca inutilmente di convincere Jack a farsi visitare da un medico. Vaughn nel frattempo, con una partner del gruppo, si intrufola in un ospedale con gli alias di un marito con la moglie ferita e poi di un dottore e di un'infermiera, riuscendo a rubare un laser che servirà al furto del manoscritto. Vaughn organizza un piano per portare l'assalto al furgone che lo trasporta, ma non sa che la supervisione del trasporto del manoscritto di Rambaldi è affidata a Dixon. Il gruppo si mette subito in azione e Vaughn con la sua partner, utilizzando il laser rubato, si intrufola nel furgone; successivamente il furgone viene bloccato e inizia una sparatoria. Durante la fuga alcuni membri della banda vengono feriti e anche Dixon viene colpito proprio da Vaughn (ma volutamente nel giubbotto antiproiettile). Vaughn rientra con il manoscritto e attacca Roberts, lo picchia finché non gli rivela che il padre di Vaughn è morto davvero nel 1979 e che tutte le prove sono state create apposta. Vaughn chiede a Roberts per chi lavora e lui risponde che lavora per Sloane. Rientrato a Los Angeles, Vaughn racconta a Sydney che il padre è morto nel 1979 e non può essere altrimenti, perché suo padre non avrebbe mai abbandonato le persone che amava e lo sa perché lui è come suo padre. Le dice inoltre che alla base dell'inganno c'è Sloane e che lo ucciderà. Successivamente a Santiago del Cile, un uomo va da “Mr. Sloane” e gli dice che non hanno recuperato il manoscritto. Mr. Sloane replica che niente è cambiato e che procederanno come pianificato. Questo Signor Sloane somiglia molto al direttore dell'APO, ma non è lui.

## Un altro signor Sloane
- Titolo originale: Another Mister Sloane
- Diretto da: Greg Yaitanes
- Scritto da: Luke McMullen
- Joel Grey è il finto Sloane

### Trama
A Cracovia atterra un aereo con a bordo la dott.ssa Maggie Sinclair, un fisico nucleare che viene poi rapita da uomini che si erano finti personale dell'aeroporto. La donna si ritrova legata ad una sedia in un magazzino e incontra Arvin Sloane, o meglio, uno che gli somiglia molto. Il finto Sloane costringe la donna a realizzare uno dei progetti di Rambaldi. La donna, guardando il progetto sul manoscritto, dice che manca un pezzo essenziale per farlo funzionare, la serpentina. Nel frattempo Vaughn e Sydney dicono a Jack che Sloane è il responsabile dell'inganno riguardante il padre di Vaughn e che ha persino incastrato Irina così che Jack la uccidesse. Jack subito incontra Sloane minacciando di ucciderlo per averlo preso in giro. Sloane nega tutto dicendo a Jack di non centrare nulla. Sydney propone di far identificare Sloane a Roberts e vedere se lo conosce veramente; Roberts rimane stupito per la somiglianza, ma dice che quel signor Sloane non è l'uomo per cui lavora. All'APO Sydney suggerisce di usare Roberts e la serpentina per rintracciare l'altro signor Sloane e combinare un incontro. Così viene fissato in un albergo e mentre Sydney pedina Roberts che sta salendo in ascensore vede un uomo molto simile a Sloane che scende e capisce subito che qualcosa non va. Così Sydney informa immediatamente l'APO, ma dopo qualche secondo un'esplosione fa precipitare l'ascensore e Roberts rimane ucciso nell'impatto. Nel frattempo l'altro Sloane con il suo braccio destro Carter recupera la serpentina dai resti dell'ascensore. Quando arriva Sydney è già troppo tardi e non le resta che comunicare il decesso di Roberts. Successivamente all'APO, Sloane ritiene che trattandosi di Rambaldi e di uno che si comporta come lui, debba evitare qualsiasi altro coinvolgimento in questa faccenda, ma Sydney, ricordando la somiglianza con l'impostore, dice che solo lui può anticipare le mosse del falso Sloane. Mentre Sloane riguarda i manoscritti conservati al DSR, Nadia inizia a preoccuparsi e racconta a Sydney di come la passione di Sloane si sia impossessata di lui; infatti quando si trovavano a Siena, lui era talmente preso da quello che faceva da sembrare un'altra persona. Nadia però accetta la situazione perché Sloane ha garantito che quella parte della sua vita è definitivamente conclusa. Sloane dopo le verifiche sui manoscritti mette al corrente la squadra affermando che l'impostore sta costruendo una fonte d'energia, benché non sappia quale sia il suo reale utilizzo. Sloane inoltre dice che il piano richiede un prodotto chimico particolare lo Xanthium 242; avendo parlato lui stesso con un suo contatto in grado di fornirlo, ha potuto apprendere che gli è stata recapitata un'ordinazione proprio da parte di Sloane. Nadia esprime la sua ansia, ma Sloane la rassicura ancora dicendole che lei è la cosa più importante. Sloane, quello vero, così va in Sicilia e si incontra con il suo contatto Ignazio e gli conferma che il giorno dopo dovrà consegnare proprio a lui quel prodotto. Così facendo riesce a scoprire anche che la spedizione è diretta a Santiago, in Cile. Così travestiti da spedizionieri, Sloane e la squadra entrano nello stabilimento del finto Sloane, dove si separano; Sloane e Sydney si devono introdurre nel laboratorio, mentre Vaughn, Nadia e Weiss devono salvare la dott.ssa Sinclair. Sydney non riesce a trovare la password per accedere al laboratorio così Sloane le fa provare con la password "Jacquelyn" e funziona. I due trovano la fonte di energia caratteristica di Rambaldi, un'enorme sfera rossa che ruota sospesa nel vuoto su dei magneti. Vaughn li informa che il falso Sloane e i suoi uomini stanno scappando, così Sydney li insegue e alla fine riesce a liberare la dott.ssa Sinclair, mentre tuttavia il finto Sloane riesce a scappare. Carter entra nel laboratorio, e scambia il vero Sloane per il suo capo, così Sloane gli spara al ginocchio e gli chiede sia cosa sta succedendo e sia perché stanno facendo questo esperimento. L'uomo parla di qualcosa relativo all'immortalità, allora Sloane si arrabbia e lo picchia selvaggiamente fino alla morte. Nadia arriva al laboratorio, vede il congegno di Rambaldi e Sloane pieno di schizzi di sangue sul viso. Nonostante lui le dica che ora è tutto finito Nadia è comunque sconvolta.

## Con la coscienza pulita
- Titolo originale: A Clean Conscience
- Diretto da: Lawrence Trilling
- Scritto da: J.R. Orci
- Sônia Braga è Sophia Vargas

### Trama
Un uomo di nome Alexander è causa di un attentato esplosivo all'ambasciata Indonesiana di Copenaghen. All’APO Sloane informa la squadra dell'attacco terroristico incaricando Sydney e Vaughn di trovare informazioni sul prossimo attentato. Sophia, direttrice dell'orfanotrofio dove Nadia ha vissuto da piccola, la chiama dicendole che verrà a trovarla a Los Angeles. All'aeroporto, Nadia e Sydney vedono Sophia su una sedia a rotelle. Lei gli racconta che è stata picchiata selvaggiamente, che da giorni vi era qualcuno che la seguiva e che il giorno prima di vederli l'avevano aggredita. Sloane si serve dell'incontro con la donna per prendere la sua impronta digitale con lo scopo di fare delle ricerche su di lei. Nel frattempo Jack si reca dal suo medico per tenere sotto controllo la malattia contratta per salvare la vita a sua figlia, durante la missione in Siberia. Il dottore parla con Jack e gli spiega che nonostante le cure, che possono allungargli la vita, non c'è più niente da fare. Sophia regala a Nadia un ciondolo che rappresenta il patrono dell'orfanotrofio. Vaughn e Dixon nel frattempo ad Amsterdam intercettano Reims, un agente della CIA sotto copertura che da tempo non contattava Langley. L'agente gli confessa che Milos Kradic vuole acquistare un'arma batteriologica chiamata Hydrosek, un veleno che potrebbe distruggere interi ecosistemi ed uccidere fino a mezzo milione di persone. Lui, Vaughn e Dixon si mette d'accordo per sventare il prossimo attacco terroristico. Sloane riceve i dati da Marshall frutto della ricerca su Sophia e così scopre la verità sul suo passato ma anche che gli uomini che l'hanno aggredita cercavano Nadia. Nel frattempo Dixon e Vaughn catturano l'hacker che doveva incontrare Kradic. Sydney scopre tramite Marshall che Sloane aveva fatto ricerche su Sophia e lo mette in guardia, dicendogli di stare attento a non far soffrire Nadia. Dixon nei panni dell'hacker, procede con la sua missione ed entra nel gruppo di Kradic. L'avanzare della malattia di Jack lo porta a perdere la memoria, così non ricordando che il suo dottore gli aveva impiantato una capsula per regolare la medicina che prende, se la toglie. Il dottore accorgendosi che Jack sta perdendo la memoria rapidamente, a causa della sua malattia, gli consiglia, affinché è in tempo, di dire la verità a Sydney per avere la coscienza pulita il giorno in cui dovrà lasciarla. Kradic scopre che nel gruppo c'è un infiltrato di nome Dixon, così Remis si sacrifica facendosi sparare per non compromettere la missione APO. Vaughn assiste alla scena e una volta solo con Reims chiama soccorso medico, perché l’uomo è ferito gravemente ma ancora vivo. Jack e Sloane decidono di raccontare a Nadia e Sydney la verità su una delle sorelle di Irina cioè Elena, la peggiore e la più pericolosa delle tre sorelle Derevko. Sembrerebbe che Elena, sparita da anni, stia sorvegliando sia Nadia che Sydney ed abbia cattive intenzioni. Nel frattempo, grazie al ciondolo regalato a Nadia, c’è qualcuno che sta ascoltando la conversazione fra Sloane e gli agenti dell'APO: è Sophia, che in realtà è Elena!

## Miraggio
- Titolo originale: Mirage
- Diretto da: Brad Turner
- Scritto da: Steven Kane
- Sônia Braga è Sophia Vargas/Elena Derevko

### Trama
A Vienna, Sydney va in missione con Dixon e Vaughn, fingendo di essere la cameriera del locale dove Kradic deve ricevere l'Hydrosek, un agente tossico. Intanto all'APO Sloane si accorge che stranamente Jack, senza alcun motivo, non si è ancora presentato al lavoro. Nel locale di Vienna, un uomo misterioso con gli occhiali, che ha seguito Kradic da Amsterdam, piazza esplosivi all'interno del night-club. Vaughn, che controlla la situazione dal bar, vede due uomini con una valigetta contenente l'Hydrosek. L'uomo con gli occhiali mette un bicchiere sul vassoio in mano a Sydney, la quale subito si accorge che si tratta di una bomba e lo getta in un angolo vuoto del locale. La bomba esplode e l'uomo con gli occhiali fa esplodere anche le altre. Subito nel locale nasce il caos, l'uomo riesce ad impadronirsi dell'Hydrosek e fugge, ma Sydney lo insegue, mentre Kradic riesce a impossessarsi della valigetta e si allontana con essa. Dixon e Vaughn lo inseguono nel seminterrato e lo bloccano: Kradic minaccia di usare l'Hydrosek nel sistema di filtraggio dell'acquedotto cittadino. Dixon finge di abbassare la pistola ma poi invece spara uccidendo Kradic. La squadra rientra poi a Los Angeles con la pericolosa arma batteriologica. Dopo essere venuta a conoscenza che il suo uomo non è riuscito a recuperare l'Hydrosek, Sophia, che ora soggiorna a casa di Sydney e Nadia, organizza per loro una cena con i rispettivi fidanzati allo scopo di scoprire nel loro portatile dove si trovi ora l’arma batteriologica. Sydney e Vaughn non possono però partecipare, quindi si presentano solo Nadia e Weiss. Sophia prende gli oggetti di Nadia, tra cui il suo portatile, e li sistema in un'altra stanza dove sta già aspettando l'uomo con gli occhiali. Quest’ultimo, usando il portatile di Nadia, ottiene l'accesso a tutti i documenti dell'APO senza farsi scoprire. Sydney e Vaughn, informati della scomparsa di Jack, vanno a casa sua e trovano un'agenda su cui Jack registra i suoi valori vitali, così scoprono che è affetto da una malattia causata da un agente alcalino. Intanto il dottore a cui si affida Jack gli dice che in passato aveva fatto degli esperimenti su dei topi affetti da radiazioni e iniettandogli una sostanza sono riusciti a sopravvivere e che se Jack fosse riuscirà a recuperare quella sostanza, forse ci sarà una speranza anche per lui. Mentre Sydney va da Marshall e scopre la malattia di suo padre, Jack chiede ad un suo contatto la sostanza che il dottore gli aveva raccomandato e che potrebbe salvarlo. Sydney va da Sloane e mobilita tutta l'APO per rintracciare suo padre che potrebbe essere in pericolo di vita. Jack intanto va dal dottore con la sostanza che dovrebbe guarirlo. La squadra APO, grazie all'aiuto satellitare di Marshall, rintraccia Jack che si trova in un edificio abbandonato, in una camera vuota e si sta iniettando un veleno. Sydney e Vaughn lo salvano da morte certa facendolo ricoverare in ospedale. Vaughn all'APO dice che Jack sembrava in preda ad allucinazioni e si è brevemente svegliato chiedendo di un certo dottor "Liddell". Sloane dice che, 25 anni prima, Atticus Liddell aveva sviluppato una tesi sul trattamento delle mutazioni genetiche, l'uomo faceva la spia per gli Stati Uniti in Unione Sovietica, e quando la sua copertura era saltata Jack gli aveva dato una nuova identità, facendolo sparire; dunque soltanto Jack sa dove si trova ora Liddell. Jack si risveglia in ospedale e parla con Sydney chiamandola "Laura", il nome usato da Irina Derevko ai tempi del loro matrimonio. Sloane ha un'idea: propone di sfruttare le allucinazioni di Jack convincendolo di vivere nel 1981, e più precisamente il giorno in cui ha recuperato Liddell dalla Russia, ricreando l'ambiente familiare di quel periodo. Lo scopo è che lo stesso Jack riveli il luogo dove ha nascosto Liddell, per poi farlo recuperare e curarlo. Sydney così interpreta il ruolo della madre Irina, entra in una casa ricostruita per riprodurre esattamente l'appartamento di Jack e Irina quando lei era piccola. Jack, con qualche esitazione iniziale, cade nel tranello e pensa di trovarsi davvero nel 1981, convincendosi definitivamente vedendo una bambina che somiglia a Sydney andare a suonare il piano, e rivela così il posto dove è nascosto il Dottore. Sydney parte subito per la Finlandia e riporta a Los Angeles il dottor Liddell. Marshall, parlando con Nadia e Weiss, scopre che il trasferimento dell'Hydrosek in un luogo meno protetto tramite la loro rete interna non è stato richiesto da loro. Capendo che qualcuno è riuscito a penetrare nel sistema, Nadia e Weiss vanno nel deposito in cui è custodito l'Hydrosek e scoprono che è stato rubato. L'uomo con gli occhiali, che era venuto con Sophia, alias Elena Derevko, per commettere il furto, adesso giace morto per terra. Sydney porta a Los Angeles il dottor Liddell, il quale dice a Jack che lo farà stare meglio.

## Sogni...
- Titolo originale: In Dreams...
- Diretto da: Jennifer Garner
- Scritto da: Jon Robin Baitz
- Amy Irving è Emily Sloane
- Joel Grey è il finto Sloane/Ned Bolger

### Trama
In Umbria, sul monte Inferno, il finto Sloane si incontra con alcuni monaci per avere il liquido dell'orchidea, l'elisir di lunga vita citato da Rambaldi nei suoi manufatti. Quest'orchidea fu portata da Marco Polo dalla Cina in Italia. Il finto Sloane discute con il capo dei monaci riguardo agli effetti che questo liquido produce sulle api rendendole pacifiche. Il monaco si rifiuta di dare il liquido al finto Sloane, che così per vendicarsi attiva un congegno di Rambaldi facendo impazzire le api. Queste si rivoltano contro i monaci uccidendoli quasi tutti. Il finto Sloane, in cambio del liquido miracoloso, è disposto a iniettare al capo dei Monaci, ancora vivo, ma moribondo, l'antidoto per salvarlo dalla puntura delle api, ma lui si rifiuta di consegnargli il liquido e così viene ucciso. Successivamente il finto Sloane viene intercettato a Parigi, così Dixon, Vaughn e Nadia partono per la missione. Dopo aver catturato il finto Sloane lo portano all'APO e sotto interrogatorio rivela a Jack degli avvenimenti accaduti in passato, di cui erano a conoscenza solo loro due. Marshall scopre che i due Sloane hanno le stesse onde cerebrali ed informa gli agenti dell'APO che all'SD-6, diretto da McHallan, esisteva un programma in grado di manipolare le persone per convincere di essere qualcun altro, cambiando le loro onde cerebrali. Dixon e Vaughn vanno a trovare McHallan in Argentina, il quale conferma di aver cambiato le onde cerebrali ad un uomo somigliante a Sloane. Intanto Sloane confessa a Sydney e Nadia, che, quando era impiegato alla Omnifam, aveva introdotto nell'acqua potabile una sostanza per modificare il carattere delle persone, al fine di rendenderle più pacifiche. Marshall suggerisce di iniziare una terapia per ristabilire le onde cerebrali dell'uomo che finge di essere Sloane. Così, il vero Sloane viene sottoposto a ipnosi, partendo dal nome Jacklyn, al fine di attivare un sentimento molto forte utile a ristabilire le onde cerebrali del finto Sloane. In seguito si scopre che Jacklyn era figlia di Emily e di Sloane, morta appena nata. Così Marshall trasmette l'impulso del forte sentimento al finto Sloane, che ricorda così il suo vero nome, Ned Bolger, un caporale dei Marines. Il vero Sloane non si vuole risvegliare perché ormai nella sua testa ha creato il ricordo di Jacklyn ed Emily, la sua famiglia. Così tocca a Nadia parlare con suo padre e la ragazza riesce a risvegliarlo dall'ipnosi. Sloane rivela a Nadia che non si voleva svegliare a causa di tutti i crimini che ha commesso in passato.

## Discesa
- Titolo originale: The Descent
- Diretto da: Jeffrey Bell
- Scritto da: Jeffrey Bell
- Angela Bassett è Hayden Chase
- Isabella Rossellini è Katya Derevko
- Sônia Braga è Sophia Vargas/Elena Derevko

### Trama
Alcuni uomini assaltano la sede del DSR e rubano i manufatti di Rambaldi. Nadia saluta Sophia, la quale ora può tornare a Lisbona. Intanto Vaughn chiede la mano di Sydney a suo padre, ma, mentre Jack esprime il suo disaccordo per il gesto di Vaughn, entrano il direttore Chase e degli agenti della CIA che mettono sotto inchiesta l'APO per il furto dei manufatti di Rambaldi. Agenti CIA controllano la casa di Nadia e Sydney e trovano un microfono all'interno del ciondolo che Sophia aveva regalato a Nadia. Jack e Sloane arrivano e informano Sydney e Nadia che Sophia potrebbe essere Elena Derevko. Ci spostiamo ad un anno prima in Cina, dove Nadia e Sloane avevano intrapreso un viaggio scoprendo da un informatore che a Siena esisteva un altro congegno di Rambaldi. Così Nadia e Sloane si recarono a Siena trovando il congegno, ma Nadia, dopo averlo aperto, ha una visione del male che tale oggetto potrebbe causare, così si rifiuta di prenderlo. A causa di questo Sloane e Nadia litigano, ma Sloane, deciso nel suo intento, afferra il congegno ma sfortunatamente cede il pavimento di vetro e cade in un buco, ma grazie all'aiuto di Nadia riesce a salvarsi. Intanto Sydney si reca a Cannes, e, grazie ad un seguace di Rambaldi, scopre il posto in cui si nasconde l'uomo in grado di assemblare insieme tutti i congegni di Rambaldi. Sydney e Sloane perciò si dirigono in Messico, trovano il corpo dell'uomo e grazie ad una telecamera scoprono che è stato ucciso da Elena. Pochi secondi prima che Elena nel video dica dove sono i manufatti, Sloane addormenta Sydney per non farle scoprire dove si trovano e poi scappa. Jack viene a sapere da Katya che Elena era a capo della Convenzione. Intanto Sloane si reca da Elena e i due stringono un’alleanza. Dixon, Nadia e Sydney si recano in missione a Praga dove hanno scoperto che si trova Elena, ma durante l’azione Dixon viene ferito da Elena e poi soccorso dalle due ragazze. Jack da il suo consenso a Vaughn per sposare Sydney. In ospedale Syd e Nadia parlano di ciò che è successo in missione e pensano che Sloane abbia sparato a Dixon. Successivamente Dixon si riprende e dice alle due ragazze che ha visto Irina Derevko, la quale è tenuta prigioniera da Elena.

## Salvataggio
- Titolo originale: Search And Rescue
- Diretto da: Lawrence Trilling
- Scritto da: Monica Breen & Alison Schapker
- Lena Olin è Irina Derevko
- Angela Bassett è Hayden Chase

### Trama
Diciotto mesi prima, presso l'Ambasciata Britannica di Vienna, Jack incontra Irina ad un ricevimento. Jack le rileva che è a conoscenza del sicario ingaggiato da lei per uccidere Sydney. Irina gli risponde che non era previsto che lui lo dovesse sapere. A quel punto Jack uccide Irina con un colpo alla fronte e lei cade in piscina. Tornati avanti di diciotto mesi all'APO si discute riguardo all'informazione di Dixon secondo la quale Irina è viva e tenuta prigioniera. Jack parlando con Sydney giudica improbabile la cosa. L'APO indaga su Irina, cercando di capire se in realtà possa essere ancora viva o meno. A Marshall arriva un filmato su cosa sta succedendo a Mosca; sui cieli della città, infatti, è stato attivato il congegno di Muller, ma questa volta è grande sei isolati e può contagiare tutta la popolazione rendendola più violenta. Subito comprendono che è opera di Elena Derevko e di Sloane, così, per scoprire dove si nascondono, sfruttano l'indice Blackwell per rintracciare un loro complice e ottenere delle informazioni. Prima della missione a Ibiza, Vaughn vorrebbe chiedere a Sydney di diventare sua moglie ma viene interrotto da Marshall ed in seguito devono partire con urgenza a causa della gravità della situazione; così Vaughn non fa in tempo a chiederglielo. Vaughn e Sydney a Ibiza trovano il complice di Elena e Sloane da cui scoprono che la persona che ha ucciso Jack non era la vera Irina ma bensì un clone riprodotto attraverso il “progetto elica”, quindi Sydney capisce che sua madre è ancora viva e si trova in Guatemala imprigionata da Elena. Jack e Nadia raggiungono Sydney a Tikal per andare in missione a recuperare Irina. Nadia e Sydney la trovano e la liberano, ma durante la missione vengono scoperte da alcuni soldati. A seguito di uno scontro a fuoco le tre donne riescono a scappare e a mettersi in salvo. Giunti al punto di recupero Irina dà un cazzotto a Jack per quello che aveva fatto e partono tutti insieme per Los Angeles. Durante il viaggio in aereo Irina racconta a Sydney delle torture subite da Elena per farla parlare, perché Irina era venuta in possesso di una profezia di Rambaldi che in seguito lei stessa aveva distrutto, perciò era l'unica a conoscere la profezia. Nadia parla con Irina e le rivela che lei è sua figlia. Arrivati a Los Angeles Irina viene arrestata dal Direttore Chase. Sydney sapendo che l'unica a poter disattivare il congegno di Muller è sua madre, va dal Direttore per convincerla a revocare l'ordine d'arresto di Irina. Sydney convince la Chase, ma ad una condizione: Irina potrà andare in missione, ma dopo dovrà scontare il resto della sua vita in carcere. Sull'aereo per la Russia, Vaughn finalmente riesce a chiedere a Sydney se vuole diventare sua moglie, lei un po' stupita gli risponde di sì, però chiede a Vaughn di richiederglielo sulla spiaggia di Santa Barbara, quando la missione sarà finita. Dopodiché Sydney, Vaughn, Jack, Irina e Nadia si paracadutano sul territorio russo.

## Prima del diluvio
- Titolo originale: Before The Flood
- Diretto da: Lawrence Trilling
- Scritto da: Josh Appelbaum & André Nemec
- Lena Olin è Irina Derevko
- Sônia Braga è Elena Derevko
- Rob Benedict è Brodien

### Trama
Sydney, Irina, Jack, Vaughn e Nadia atterrano con il paracadute e lo scenario che si presenta davanti ai loro occhi è raccapricciante. Mentre stanno perlustrando il territorio per trovare la loro squadra di supporto del DRS, incontrano Brodien, l'agente della CIA, unico sopravvissuto all'attacco di tutti gli uomini avvelenati da Elena Derevko. Brodien rivela loro che le persone infette appena vedono qualcuno lo aggrediscono e poi lo uccidono. Nel frattempo tutti insieme organizzano un piano per arrivare al congegno, che si trova oltre la metropolitana. Irina e Jack vedono un cavallo color rosso sangue e la donna confida a Jack che nella profezia di Rambaldi quando si vedranno cavalli color rosso sangue e cadranno angeli dal cielo la prescelta (Sydney) e il passeggero (Nadia) si scontreranno e solo una di loro vivrà. Quando viene aperto l'ingresso della metropolitana, un uomo infetto uccide Brodien. Sloane ed Elena sanno che stanno per arrivare gli agenti dell'APO insieme ad Irina per disattivare il congegno. Sydney e Nadia nella sala di controllo e per far funzionare la metropolitana devono sbloccare i comandi manualmente. Intanto Marshall e Weiss riescono a scoprire, sempre grazie all'indice Blackwell, del materiale per ricattare un Ministro russo e farsi dare un codice che serve per poter accedere ad alcuni dati della rete russa. Irina suggerisce a Vaughn di dire a Sydney la verità sulle sue attività prima di sposarla. Successivamente Sydney, Irina, Jack e Vaughn salgono sulla metro, Nadia sblocca i comandi ma viene assalita dalle persone infette; Sydney prova a salvarla ma senza risultati. La metro arriva vicino all'edificio in cui si trova il congegno e Irina tranquillizza tutti dicendo che Nadia è ancora viva anche se non sa come. Dopodiché, dopo aver sentito alcuni spari, la metro viene fermata; tutti scendono e vedono che Sloane ha appena ucciso alcuni degli uomini mandati da Elena per fermare la squadra. Intanto Nadia riesce a salvarsi uscendo dalla stazione e soccorre un uomo che chiede aiuto, ma è una trappola ed Elena la cattura. Nadia non vuole unirsi a sua zia, così Elena le inietta dell'acqua infetta rendendola violenta. Sydney va sul tetto dell'edificio dove si trova il pannello di controllo del congegno per disattivarlo. Irina, Jack, Vaughn e Sloane catturano Elena e la costringono a confessare quale filo va tagliato tra quello blu e quello bianco per disattivare il congegno. Una volta che Elena dice di tagliare il filo bianco Irina le spara in fronte, dopodiché dice a Sydney di tagliare il filo blu. All'improvviso arriva anche Nadia sul tetto e si scatena contro Sydney. Sydney dopo il combattimento riesce ad immobilizzarla legandola ad una catena, ma mentre Sydney sta per tagliare il filo, Nadia riesce a liberarsi e cerca di aggredire nuovamente la sorella. A quel punto arriva Sloane che spara a Nadia salvando così Sydney e Vaughn arriva sul tetto e l'aiuta. Dopo che Sydney taglia il filo avranno quindici secondi per mettersi in salvo. La squadra riesce a disattivare il congegno e a mettersi in salvo dalla massa di acqua che gli cade sulla testa dovuta allo scioglimento della sfera che sovrastava la città. A fine missione Jack fa scappare Irina per non farle scontare la pena in prigione. Rientrati a Los Angeles, finalmente Sydney e Vaughn si stanno recando a Santa Barbara, ma, mentre sono in macchina e parlano delle loro nozze, Vaughn, seguendo il consiglio di Irina, decide di dire a Sydney la verità sulle sue attività: le confessa che non è stato un caso che si siano incontrati e che il suo vero nome non è Michael Vaughn. La ragazza è sconvolta, ma proprio in quel momento dall'altra parte della strada arriva un SUV che li centra in pieno.